# 17. Oktober
Der 17. Oktober ist der 290. Tag des gregorianischen Kalenders (der 291. in Schaltjahren), somit bleiben 75 Tage bis zum Jahresende.

## Ereignisse

### Politik und Weltgeschehen

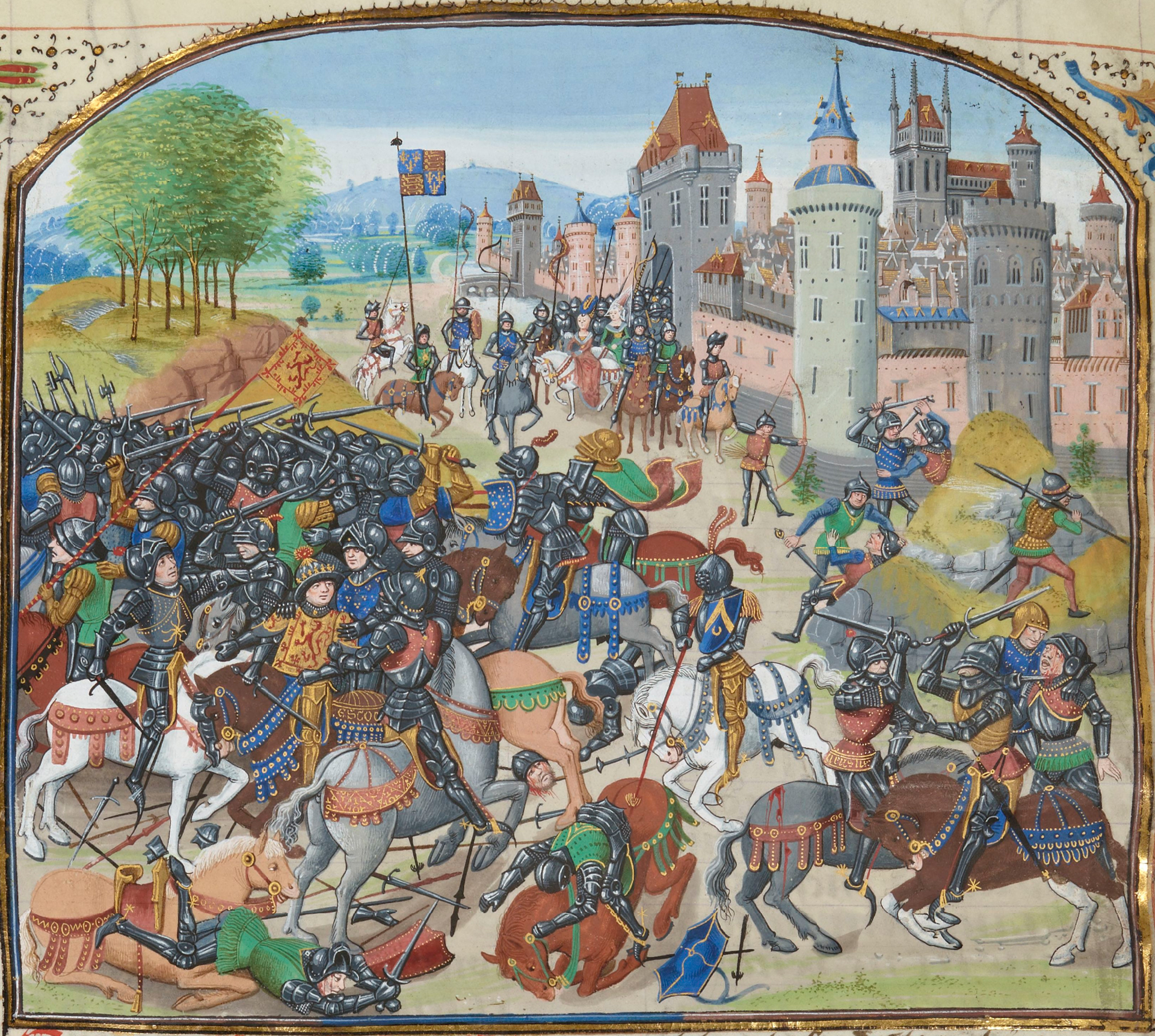
1346: Schlacht von Neville’s Cross

- 1346: Englands König Eduard III. nimmt in der Schlacht von Neville’s Cross den schottischen König David II. gefangen und lässt ihn im Tower of London einkerkern.
- 1379: In Wiesbaden wird die Adelsgesellschaft Löwenbund gegründet. Die Anhänger des Gegenpapstes Clemens VII. verpflichten sich, einander Schutz sowie Beistand gegen Angriffe von Außenstehenden zu gewähren.
- 1448: Auf dem Amselfeld im Kosovo beginnt die Zweite Schlacht auf dem Amselfeld zwischen den Osmanen unter Murat II. und einem von Johann Hunyadi angeführten Heer, die bis zum 20. Oktober dauern wird.
- 1600: Acht Tage nach der ergebnislosen Schlacht am Moyry Pass während des Neunjährigen Krieges nehmen die englischen Truppen den Pass ohne Gegenwehr ein, da die irischen Verteidiger inzwischen abgezogen sind.

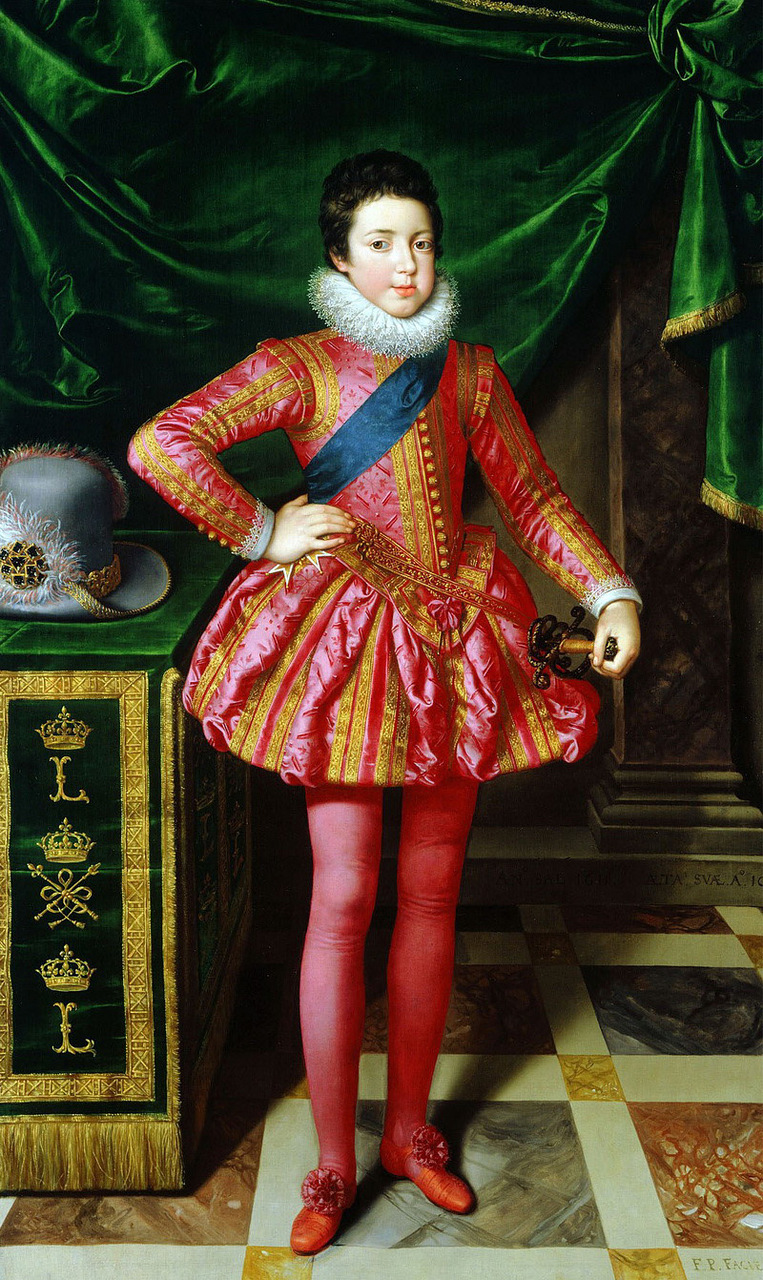
Ludwig XIII. 1610

- 1610: Ludwig XIII. wird in der Kathedrale von Reims zum französischen König gekrönt. Seine Mutter Maria de’ Medici übernimmt für den Neunjährigen die Regentschaft.
- 1638: In der Schlacht bei Vlotho siegen im Dreißigjährigen Krieg kaiserlich-sächsische Truppen über eine schwedisch-pfälzische Armee.
- 1676: Im Vertrag von Żurawno wird ein Waffenstillstand zwischen Polen-Litauen und dem Osmanischen Reich geschlossen, der den seit 1672 andauernden Kriegszustand beendet.

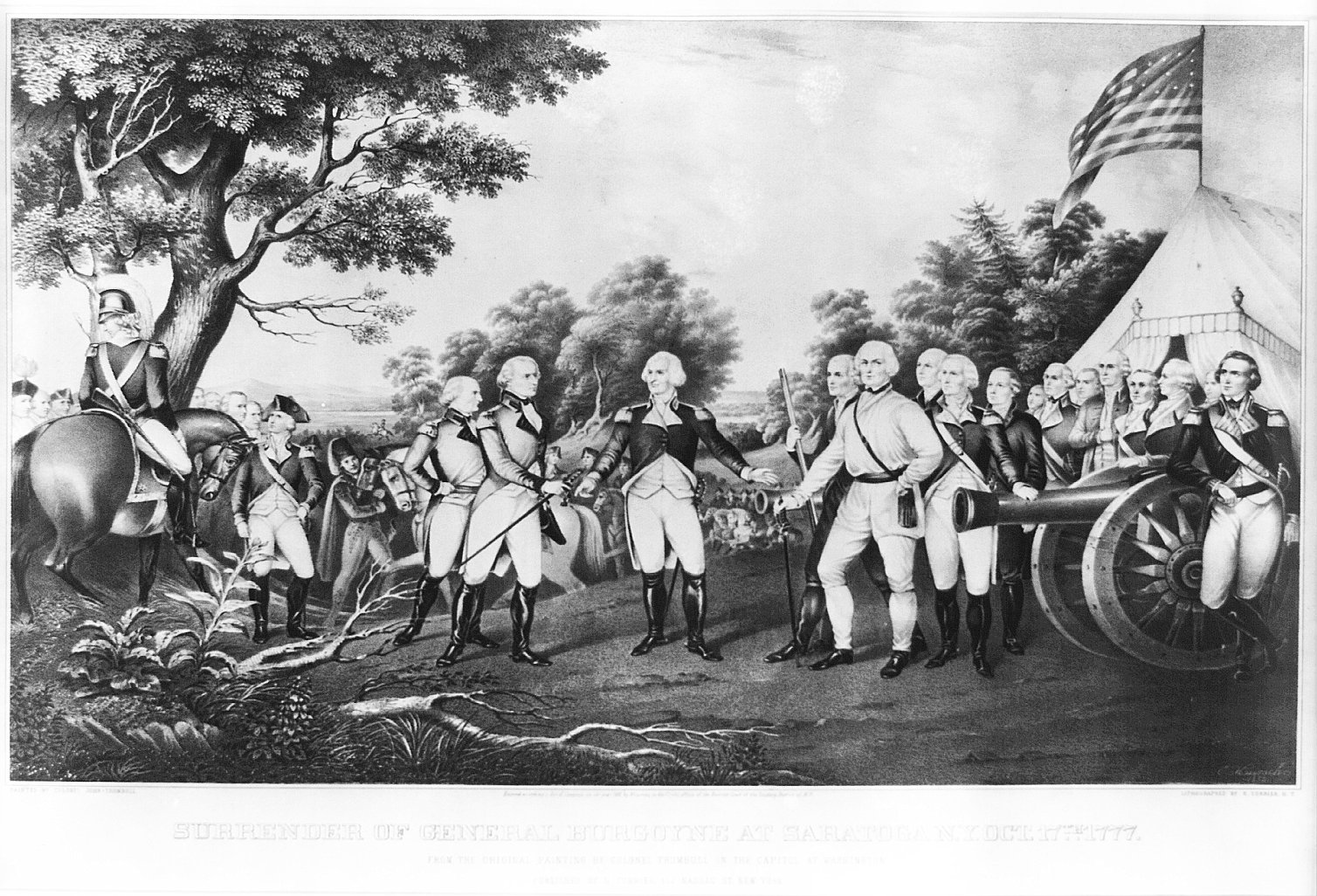
1777: General Burgoyne kapituliert bei Saratoga

- 1777: Amerikanische Truppen besiegen die Briten unter John Burgoyne in der Schlacht von Saratoga. In der Convention von Saratoga wird festgelegt, dass die britischen Truppen freigelassen werden, wenn sie nach Europa zurückgehen und sich verpflichten, nicht mehr in den Amerikanischen Unabhängigkeitskrieg einzugreifen.
- 1797: Der von Napoleon Bonaparte diktierte Frieden von Campo Formio zwischen Frankreich und dem Heiligen Römischen Reich beendet den Ersten Koalitionskrieg und regelt die politischen Verhältnisse in Oberitalien neu. In einem geheimen Zusatzabkommen erkennt Kaiser Franz II. den Rhein als Frankreichs Ostgrenze an.
- 1805: Im Dritten Koalitionskrieg kapituliert Karl Mack von Leiberich in Ulm mit den Resten der geschlagenen österreichischen Armee gegenüber französischen Truppen unter Napoleon Bonaparte.
- 1806: In der Schlacht bei Halle besiegt im Vierten Koalitionskrieg die 1. Division Dupont des Korps Bernadotte die preußische Reservearmee unter Herzog Eugen von Württemberg und erobert die von den Preußen verteidigte Stadt Halle (Saale).
- 1806: Jean-Jacques Dessalines, erster Kaiser von Haiti, wird im Auftrag von Henri Christophe ermordet, der sich selbst anschließend zum Präsidenten von Nord-Haiti ausruft.

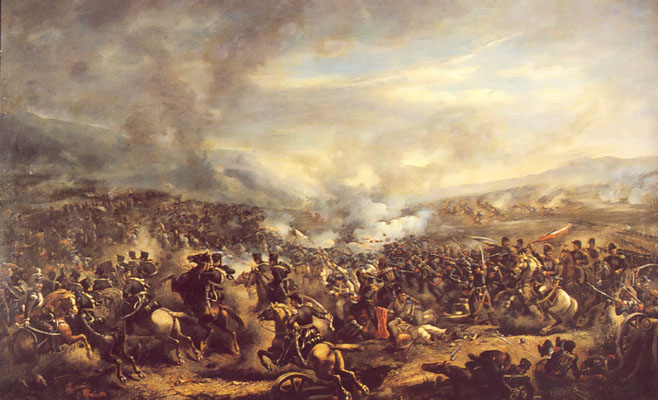
1813: Schlacht bei El Roble

- 1813: Im Chilenischen Unabhängigkeitskrieg können die Patrioten auf Grund des Widerstandes eines Haufens um Bernardo O’Higgins die Schlacht bei El Roble gegen eine zahlenmäßig überlegene royalistische Streitmacht gewinnen.
- 1848: Nachdem der preußische König Friedrich Wilhelm IV. die Verhängung des Belagerungszustands über Berlin verlangt hat, tritt Ministerpräsident Ernst von Pfuel zum zweiten Mal von seinem Amt zurück. Die Demission wird angenommen.
- 1854: Im Krimkrieg beginnt die Belagerung der Hafenstadt Sewastopol am Schwarzen Meer, welche elf Monate andauern wird.
- 1868: In Mannheim wird die Revidierte Schifffahrtsakte unterzeichnet, die die freie Schifffahrt auf dem Rhein garantiert. Sie bildet bis heute die Rechtsgrundlage der freien Rheinschifffahrt.
- 1903: Ein Schiedsgericht in London legt den definitiven Grenzverlauf zwischen Alaska und Kanada fest.
- 1911: Im Antiqua-Fraktur-Streit entscheidet sich der deutsche Reichstag mit drei Vierteln der Stimmen gegen die Einführung der Antiqua als Amtsschrift. Die Fraktur bleibt damit weiterhin Amtsschrift im Deutschen Reich.

Grenzen 1912 vor dem Ersten Balkankrieg

- 1912: In der Frühphase des Ersten Balkankriegs erfolgt die gemeinsame Kriegserklärung Serbiens, Bulgariens und Griechenlands an das Osmanische Reich.
- 1917: Die deutschen Linienschiffe König und Kronprinz beschädigen während der Schlacht im Moonsund im Ersten Weltkrieg das russische Linienschiff Slawa so schwer, dass es selbstversenkt werden muss.
- 1919: Nach der Rückgliederung der Region in sein Staatsgebiet löst Frankreich das Reichsland Elsaß-Lothringen, das seit der Gründung des Deutschen Reichs dem Kaiser direkt unterstellt war, sowie die nach dem Ende des Ersten Weltkriegs für wenige Tage unabhängige Republik Elsaß-Lothringen auf.
- 1920: Bei der ersten Nationalratswahl in der Geschichte Österreichs wird die Christlichsoziale Partei unter Michael Mayr vor der Sozialdemokratischen Arbeiterpartei unter Bundeskanzler Karl Renner stimmen- und mandatstärkste Partei.

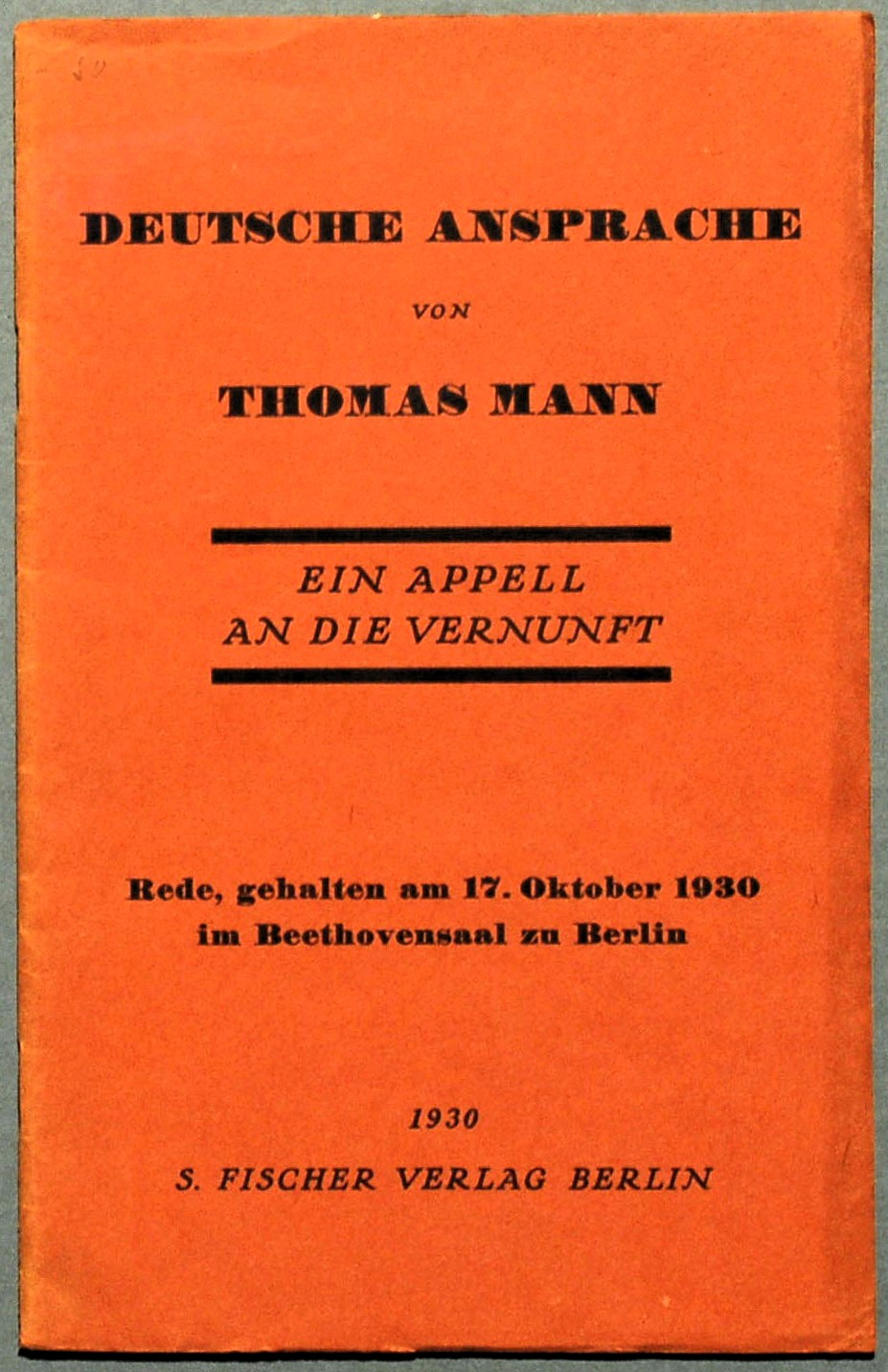
1930: Thomas Mann: Deutsche Ansprache, Erstdruck

- 1930: Angesichts der Zugewinne der NSDAP in der Reichstagswahl im September richtet Thomas Mann im Berliner Beethoven-Saal an das deutsche Volk einen Appell an die Vernunft. Rund ein Dutzend Nationalsozialisten versuchen die Veranstaltung zu stören, was jedoch nicht gelingt.
- 1944: Die deutsche Wehrmacht beginnt von Ungarn aus die entscheidende Offensive gegen die Aufständischen des Slowakischen Nationalaufstands.
- 1945: Gewerkschaftlich organisierte Massenproteste in Argentinien erzwingen die Freilassung des am 9. Oktober verhafteten Juan Perón. Die Versammlung seiner Anhänger auf der Plaza de Mayo in Buenos Aires gilt als Geburtsstunde des Peronismus.
- 1946: Mit der Gründung der Union française versucht Frankreich sein Kolonialreich nach dem Vorbild des britischen Commonwealth of Nations umzugestalten.
- 1961: Eine Demonstration von 30.000 Algeriern in Paris gegen eine wegen des Algerienkrieges über sie verhängte Ausgangssperre führt zum Massaker von Paris mit einer unbekannten Zahl von Toten, Tausenden von Verletzten und 14.000 Verhaftungen unter der Verantwortung des damaligen Polizeipräfekten Maurice Papon.

1970: Flagge der FLQ

- 1970: Die Oktoberkrise in der kanadischen Provinz Québec erreicht ihren Höhepunkt: Pierre Laporte, am 10. Oktober von der Front de libération du Québec (FLQ) entführter Vizepremierminister und Arbeitsminister der Provinzregierung, wird tot aufgefunden.
- 2001: Der israelische Tourismusminister Rechaw’am Ze’ewi stirbt bei einem Attentat. Es wird verübt von der Volksfront zur Befreiung Palästinas während der Zweiten Intifada.
- 2003: Deutscher Bundestag und Bundesrat setzen die Föderalismuskommission ein. Sie soll Vorschläge einer umfassenden Föderalismusreform in Deutschland erarbeiten.
- 2017: Die Schlacht um ar-Raqqa endet mit dem Sieg der Anti-IS-Koalition.

### Wirtschaft
- 1855: Das von Henry Bessemer erdachte Bessemer-Verfahren, das die Stahlproduktion erleichtert, wird patentiert.
- 1919: Spaniens König Alfons XIII. eröffnet die erste Linie der Metro Madrid.
- 1956: Das englische Kernkraftwerk Calder Hall wird als erste kommerziell genutzte Anlage von Königin Elisabeth II. feierlich eröffnet.
- 1973: Mit einer Preiserhöhung von drei auf fünf US-Dollar je Barrel Rohöl und Fördermengenbegrenzungen lösen einige OPEC-Staaten die erste Ölkrise aus.
- 1974: Das erste deutsche Einrichtungshaus des schwedischen Unternehmens IKEA wird in Eching bei München eröffnet.
- 1989: In Lausanne beschließen 177 Staaten auf der 7. CITES-Konferenz den Stopp des Elfenbeinhandels.
- 2003: In Österreich wird die nullkommasieben Kampagne gestartet, um mehr Geld für die Entwicklungszusammenarbeit zu bekommen.

### Wissenschaft und Technik

1456: Siegel der Universität Greifswald

- 1456: Die Universität zu Greifswald wird gegründet. Sie ist die viertälteste durchgängig bestehende Universität auf dem Gebiet der Bundesrepublik Deutschland und zugleich die zweitälteste im Ostseeraum.

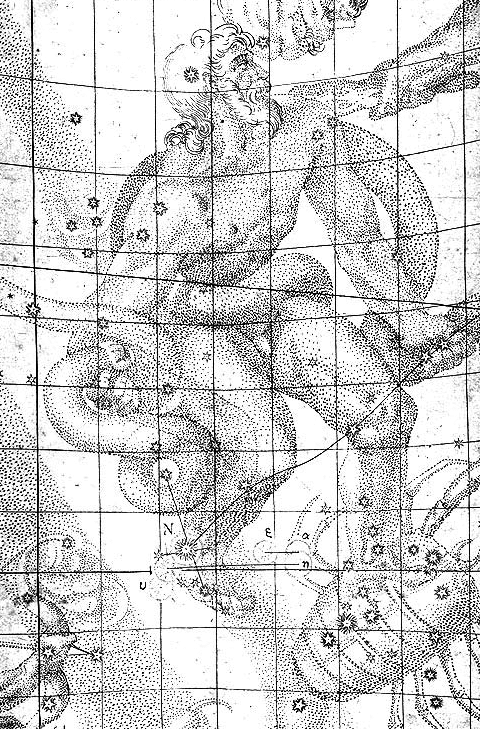
1604: Keplers Zeichnung, die die Position der Supernova angibt

- 1604: Der Astronom Johannes Kepler beobachtet im Sternbild Schlangenträger die Supernova 1604 („Keplers Stern“), die bislang letzte entdeckte Supernova in unserer Milchstraße. Er veröffentlicht seine Erkenntnisse später in dem Werk De Stella nova in pede Serpentarii.
- 1906: Arthur Korn glückt die Übertragung eines Bildes auf telegrafischem Wege über eine Entfernung von 1.800 Kilometern nach einem von ihm erdachten Verfahren der Bildtelegrafie.
- 1911: Das Luftschiff SL I nach den Plänen von Johann Schütte startet in Mannheim-Rheinau zum ersten Probeflug.
- 1985: Intel stellt mit dem 80386 den ersten 32-Bit-Prozessor der x86-Architektur vor.
- 1995: Radio Melody (Vorgänger von Antenne Salzburg) startet als zweites Privatradio Österreichs.
- 2005: Shenzhou 6, der zweite bemannte Raumflug der Volksrepublik China mit den beiden „Taikonauten“ Fei Junlong und Nie Haisheng an Bord, landet nach fünf Tagen im All sicher im vorgesehenen Landebereich in der inneren Mongolei.
- 2005: Ein Lokschuppen des Verkehrsmuseums Nürnberg brennt fast vollständig aus, mehrere historische Lokomotiven werden zerstört oder schwer beschädigt.

### Kultur
- 1761: In Wien findet die vielbeachtete Uraufführung des Balletts Don Juan von Christoph Willibald Gluck statt, zu dem der Tänzer und Choreograf Gasparo Angiolini die Choreographie geschaffen hat.
- 1771: In Mailand wird die Oper Ascanio in Alba des 15-jährigen Komponisten Wolfgang Amadeus Mozart uraufgeführt.

1825: Der junge Franz Liszt

- 1825: Franz Liszts einzige Oper Don Sanche ou Le château d’amour nach einer literarischen Vorlage von Jean-Pierre Claris de Florian hat ihre Uraufführung unter der Leitung von Rodolphe Kreutzer an der Pariser Oper. Obwohl das Werk des erst 13-jährigen mit Begeisterung aufgenommen wird, verschwindet es nach weiteren drei Vorstellungen vom Spielplan und gerät in Vergessenheit.
- 1888: In den USA erscheint die Erstausgabe des National Geographic Magazine, dessen Monatsausgaben ihrer Bilder, Reportagen und Essays wegen bald einen festen Kundenstamm haben.

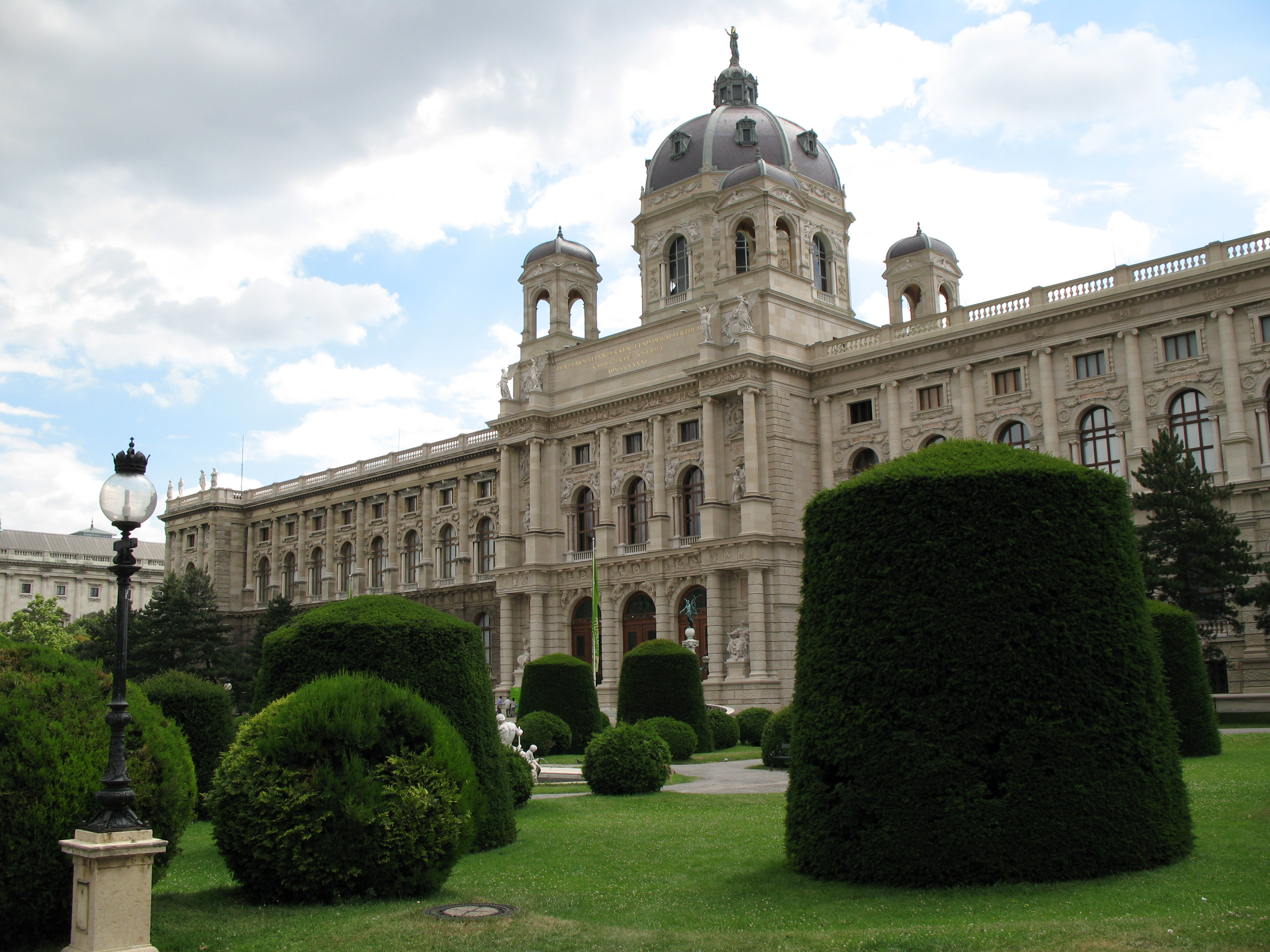
1891: Kunsthistorisches Museum

- 1891: Das Wiener Kunsthistorische Museum wird eröffnet.
- 1912: Mit dem Asta-Nielsen-Film Die Kinder des Generals wird das Palads Teatret in Kopenhagen, mit 3000 Plätzen das zu diesem Zeitpunkt größte Kino Nordeuropas, eröffnet.
- 1967: In New York wird das Musical Hair uraufgeführt.
- 1990: Die erste Version der Internet Movie Database (IMDb) wird veröffentlicht.

### Gesellschaft
- 1810: Auf der Theresienwiese in München findet zum Abschluss der Hochzeitsfeierlichkeiten zwischen Kronprinz Ludwig (dem späteren König Ludwig I.) und Prinzessin Therese von Sachsen-Hildburghausen ein Volksfest mit Pferderennen statt, das als erstes Oktoberfest angesehen wird.
- 1868: In Roehampton in England findet das erste Hunderennen statt.
- 1931: Al Capone wird wegen Steuerhinterziehung von den Geschworenen schuldig gesprochen. Die Verkündung des Strafmaßes erfolgt eine Woche später.
- 1933: Albert Einstein emigriert aus dem Dritten Reich in die USA.
- 1978: Hertha-Maria Haselmann und Sr. Christa Steffens gründen die Lebenswende e. V. Drogenhilfe in Frankfurt am Main.
- 1987: Ein Konzert der Band Element of Crime in der Zionskirche in Berlin wird von Neonazis gestürmt, mehrere Menschen zum Teil schwer verletzt. Die anwesende Deutsche Volkspolizei greift nicht ein.

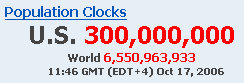
2006: Bevölkerungsuhr der Vereinigten Staaten

- 2006: Laut einer Berechnung übersteigt die Bevölkerungszahl der Vereinigten Staaten 300 Millionen Menschen.
- 2009: Um auf die Probleme seines Landes bei einem infolge der globalen Erwärmung ansteigenden Meeresspiegel aufmerksam zu machen, lässt der Präsident der Malediven Mohamed Nasheed medienwirksam eine Kabinettssitzung unter Wasser auf dem Meeresboden abhalten.

### Religion
- 1404: Cosma dei Migliorati wird als Innozenz VII. zum Papst gewählt.
- 1563: Graf Joachim von Ortenburg führt in seiner kleinen Reichsgrafschaft, welche mitten in Altbayern liegt, die Reformation ein.

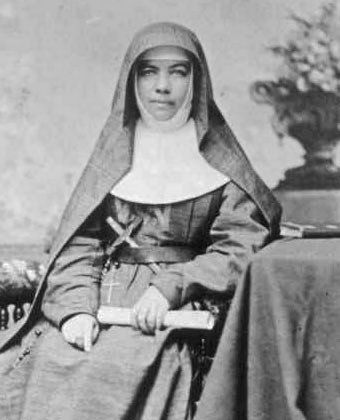
2010: Mary MacKillop (Porträt von 1869)

- 2010: Mary MacKillop wird vom Papst Benedikt XVI. als erste Heilige Australiens und Ozeaniens kanonisiert.

### Katastrophen
- 1814: Bei einem Arbeitsunfall an der Tottenham Court Road kamen bei der Londoner Bier-Überschwemmung insgesamt acht Personen zu Tode.
- 1989: Das Loma-Prieta-Erdbeben in der Bucht von San Francisco, mit einer Stärke von 7,1 auf der Magnitudenskala das stärkste Erdbeben in der Region seit dem Großen Beben von 1906 richtet schwere Schäden in San Francisco und Oakland an.
- 1998: Im Nigerdelta sterben bei einer Explosion einer Erdöl-Pipeline rund 1.200 Menschen.

Kleinere Unglücksfälle sind in den Unterartikeln von Katastrophe und in der Liste von Katastrophen aufgeführt.

### Sport
- 1860: The Open Championship, das älteste heute noch gespielte Golfturnier, wird in Prestwick, Schottland, erstmals ausgetragen.
- 1956: In der Partie des Jahrhunderts im Schach besiegt der 13-jährige Bobby Fischer den anerkannten Meister Donald Byrne in der achten Runde des Rosenwald-Memorial-Turniers in New York.
- 1982: Nach Krawallen im Vorfeld des DFB-Pokal-Spiels zwischen dem Hamburger SV und Werder Bremen stirbt der Bremer Fan Adrian Maleika. Es ist der bislang einzige Todesfall im Zusammenhang mit Ausschreitungen bei Fußballspielen in Deutschland.

Einträge von Leichtathletik-Weltrekorden befinden sich unter der jeweiligen Disziplin unter Leichtathletik.

## Geboren

### Vor dem 18. Jahrhundert
- 1253: Ivo Hélory, bretonischer Advokat und Priester
- 1517: Amalia von Kleve, deutsche Prinzessin, jüngere Schwester der englischen Königin Anna von Kleve
- 1524: Adolf Occo, deutscher Mediziner
- 1560: Ernst Friedrich, Markgraf von Baden-Durlach
- 1563: Jodocus Hondius, flämischer Kartograph und Verleger von Atlanten und Karten
- 1565: Vincentius Schmuck, deutscher lutherischer Theologe und Kirchenlieddichter
- 1577: Cristofano Allori, italienischer Maler
- 1582: Johann Gerhard, deutscher lutherischer Theologe
- 1586: Nikolaus Elerdt, deutscher Theologe und Liederdichter
- 1588: Matthias Gallas, kaiserlicher General im Dreißigjährigen Krieg
- 1601: Andreas Rivinus, deutscher Philosoph, Philologe, Mediziner und neulateinischer Dichter
- 1611: Maximilian Adam, Landgraf von Leuchtenberg
- 1611: Gottfried Möbius, deutscher Mediziner
- 1623: François Turrettini, Schweizer Theologe
- 1634: Simon Rettenpacher, österreichischer neulateinischer Schriftsteller
- 1642: Johannes Mitzel, deutscher Jurist
- 1659: Sophie Wilhelmine von Ostfriesland, Herzogin von Württemberg-Oels
- 1662: Johannes d’Outrein, niederländischer Prediger, Schriftsteller und Verfasser evangelischer theologischer Werke

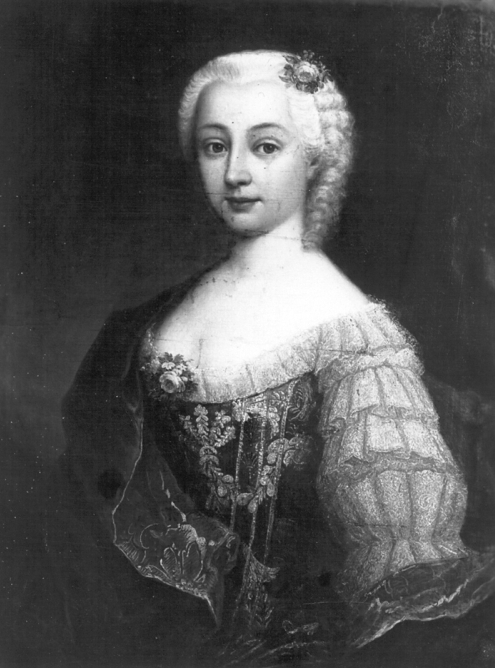
Anna Constantia von Cosel (* 1680)

- 1680: Anna Constantia Gräfin von Cosel, Mätresse Augusts des Starken
- 1685: Christian Schmidt, deutscher Orgelbauer
- 1688: Domenico Zipoli, italienischer Komponist, Organist und Missionar
- 1689: Marie-Nicole Horthemels, französische Kupferstecherin und Radiererin
- 1696: August III., polnischer König und sächsischer Kurfürst

### 18. Jahrhundert
- 1717: Franz Anton Ermeltraut, deutscher Maler und Hofmalerei-Inspektor am fürstbischöflichen Hofe in Würzburg
- 1719: David Fels-Zollikofer, Schweizer evangelischer Geistlicher
- 1720: Maria Teresa Agnesi Pinottini, italienische Komponistin und Cembalistin
- 1720: Geneviève Thiroux d’Arconville, französische Schriftstellerin, Übersetzerin und Chemikerin
- 1724: Johann Siegfried Hufnagel, deutscher Pfarrer und Entomologe
- 1725: Adolf Friedrich Harper, deutscher Maler
- 1728: Franz Seraph von Kohlbrenner, deutscher Publizist
- 1730: Gerhard Julius Coners, deutscher evangelischer Theologe
- 1734: Grigori Grigorjewitsch Orlow, russischer Offizier und Geliebter Katharinas II.
- 1739: Johann Carl Friedrich Meyer, deutscher Apotheker und Chemiker
- 1744: Johann Georg Treuttel, französischer Buchhändler und Verleger
- 1752: Jacob Broom, US-amerikanischer Unternehmer und Politiker
- 1752: Sebastian Seemiller, deutscher katholischer Theologe
- 1753: Johann Rudolf Dolder, Schweizer Politiker
- 1754: Jean-Baptiste Regnault, französischer Maler
- 1755: Envold de Falsen, dänisch-norwegischer Dichterjurist
- 1755: Johann Adam Goez, deutscher Schriftsteller und Pädagoge
- 1756ː Eleonore Maximiliane Ottilie Henckel von Donnersmarck, Oberhofmeisterin in Weimar
- 1760: Claude Henri de Saint-Simon, französischer Philosoph
- 1762: Samuel Gottlieb Wald, deutscher evangelischer Theologe
- 1765: Henri Clarke d’Hunebourg, französischer General und Staatsmann
- 1766: Johannes Adolph Ibach, deutscher Klavierbauer
- 1768: Sophie von Dönhoff, preußische Adelige, in morganatischer Ehe Ehefrau von König Friedrich Wilhelm II.
- 1768: Israel Jacobson, deutscher jüdischer Reformer
- 1770: Johann Christian Engel, Historiker
- 1780: Ludwig Wilhelm Zimmermann, deutscher Chemiker, Mineraloge und Hochschullehrer
- 1790: August Ferdinand Anacker, deutscher Komponist
- 1796: Leopold Kupelwieser, österreichischer Maler
- 1799: Friedrich Ludwig Keller, schweizerisch-preußischer Jurist und Politiker

### 19. Jahrhundert

#### 1801–1850
- 1803: Ferenc Deák, ungarischer Politiker
- 1805: Carl Friedrich Gottlob Foertsch, deutscher Klassischer Philologe und Gymnasiallehrer
- 1807: Stephen Adams, US-amerikanischer Politiker
- 1809: Melchior Schwoon, deutscher Unternehmer
- 1813: Georg Büchner, deutscher Dramatiker
- 1815: Emanuel Geibel, deutscher Lyriker
- 1820: Édouard Albert Roche, französischer Mathematiker
- 1828: Hermann Friedrich Krummacher, deutscher evangelischer Theologe

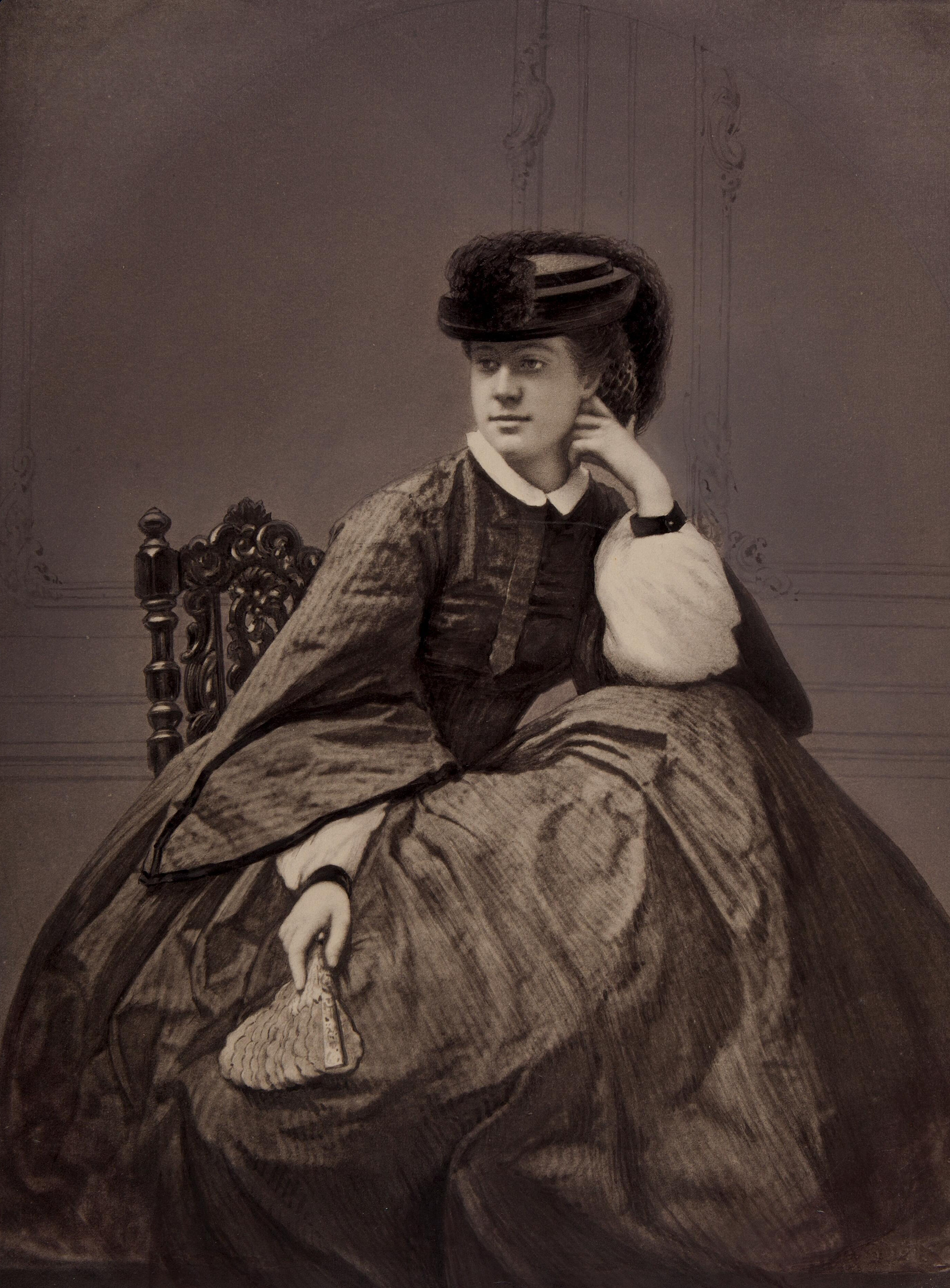
Alexine Tinne (* 1835)

- 1835: Alexine Tinne, niederländische Afrikaforscherin
- 1844: Gustave Schlumberger, französischer Historiker, Byzantinist und Numismatiker
- 1847: Chiquinha Gonzaga, brasilianische Komponistin
- 1848: Wiktor Gomulicki, polnischer Schriftsteller
- 1848: Adolf August Winkelmann, deutscher Physiker
- 1849: Martin Binder, deutscher Orgelbauer

#### 1851–1900
- 1851ː Mathilde Borsinger-Müller, Schweizer Hotelière
- 1854: Luis Amigó, spanischer Geistlicher, Ordensgründer, Bischof von Segorbe
- 1856: Juri Schokalski, russisch-sowjetischer Ozeanograph
- 1857: Momme Andresen, deutscher Chemiker
- 1857: Georg Emil Müller, deutscher Orgelbauer und Harmonium-Hersteller
- 1859: Buck Ewing, US-amerikanischer Baseballspieler
- 1859: Childe Hassam, US-amerikanischer Maler
- 1859: Paolo Orsi, italienischer Archäologe
- 1861: Woldemar Lippert, deutscher Archivar und Historiker
- 1865: James Rudolph Garfield, US-amerikanischer Politiker, Minister
- 1867: Josep Puig i Cadafalch, katalanischer Architekt
- 1868: Etienne Soukkarie, syrischer Geistlicher, Patriarchalvikar von Alexandria
- 1870: Richard Brunsich von Brun, sächsischer Bibliothekar und Hofrat

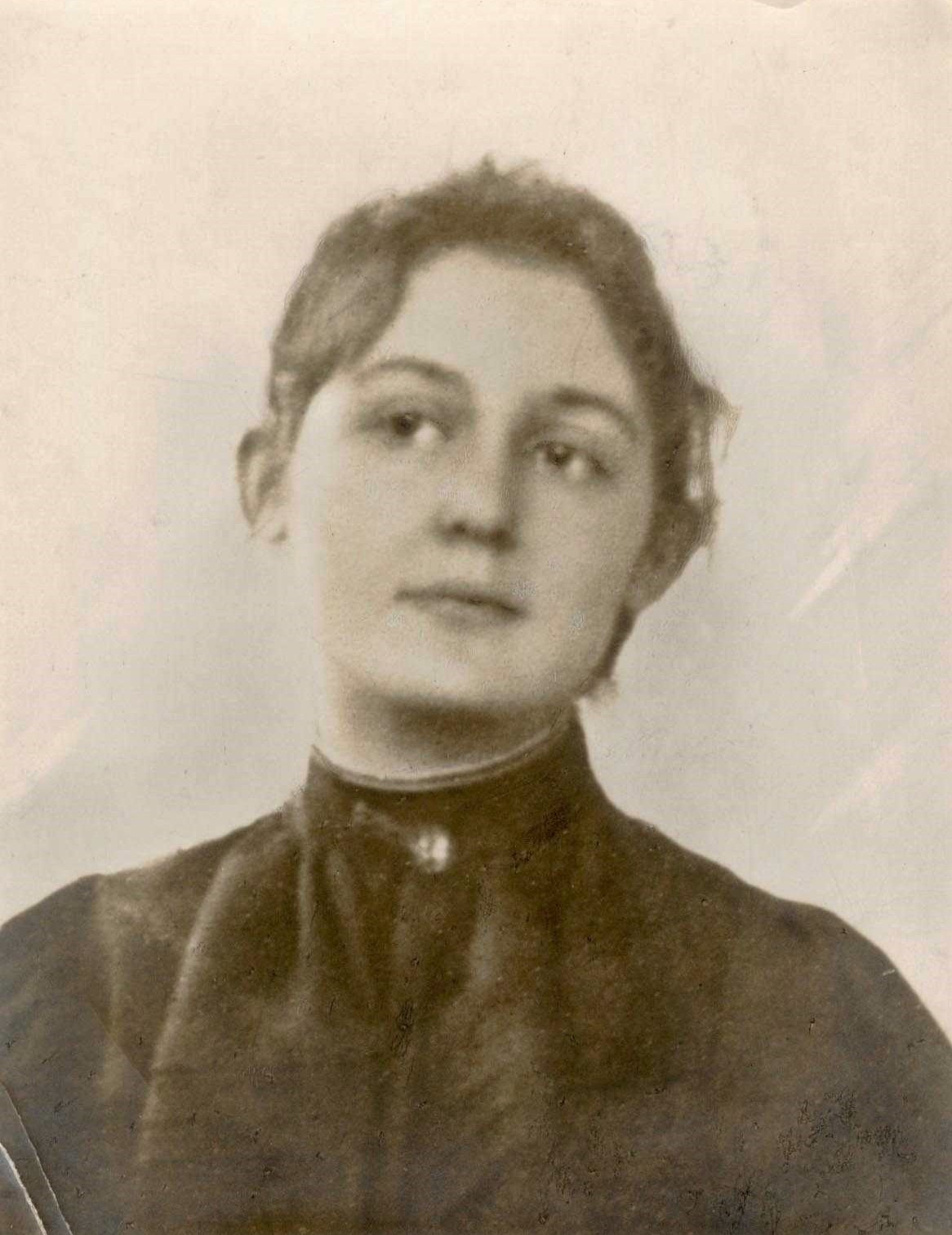
Carry van Biema (* 1881)

- 1870: Adelgunde von Bayern, bayrische Prinzessin
- 1873: Alfred Polgar, österreichischer Schriftsteller
- 1874: Julio Fossa Calderón, chilenischer Maler
- 1875: August Abbehusen, deutscher Architekt
- 1876: Hippolyte Aucouturier, französischer Radsportler
- 1877: Kurt Frankenstein, deutscher Gynäkologe und Chirurg
- 1878: Henri Mulet, französischer Organist und Komponist
- 1881ː Carry van Biema, deutsche Malerin, Schriftstellerin und Kunstlehrerin, NS-Opfer
- 1882: Otto Petschek, böhmischer bzw. tschechoslowakischer Unternehmer
- 1883: Petro Bolbotschan, ukrainischer Militärführer
- 1883: Alexander Sutherland Neill, schottischer Pädagoge, Vertreter der antiautoritären Erziehung
- 1889: William Charles Aalsmeer, niederländischer Kardiologe
- 1890: Magda Bäumken, deutsche Schauspielerin
- 1890: Ernst Blass, deutscher Dichter, Kritiker und Schriftsteller des frühen Expressionismus
- 1891: Max Mohr, deutscher Dramatiker und Erzähler
- 1892: Otakar Jeremiáš, tschechischer Komponist und Dirigent
- 1893: Fritz Ascher, deutscher Expressionist
- 1894: Hermann Ehren, deutscher Politiker, MdL
- 1895: Doris Humphrey, US-amerikanische Tänzerin
- 1898: Shinichi Suzuki, japanischer Violinist
- 1898: Simon Vestdijk, niederländischer Schriftsteller
- 1898: Paul Weitkus, deutscher Luftwaffenoffizier
- 1899: Robert Kempner, deutscher Rechtsanwalt, Stellvertreter des Chefanklägers bei den Nürnberger Kriegsverbrecherprozessen
- 1900: Jean Arthur, US-amerikanische Schauspielerin
- 1900: Teodoro Valcárcel, peruanischer Komponist

### 20. Jahrhundert

#### 1901–1925
- 1902: Irene Ryan, US-amerikanische Schauspielerin
- 1903: Nathanael West, US-amerikanischer Schriftsteller
- 1904: Paul Glansdorff, belgischer Physiker
- 1904: Eddie Hertzberger, niederländischer Unternehmer und Autorennfahrer
- 1905: Franco Albini, italienischer Architekt
- 1906: Franz Klafböck, österreichischer Politiker
- 1907: Herbert Böhme, deutscher Lyriker, Schriftsteller und Publizist
- 1908: Walter Bäumer, deutscher Motorrad- und Automobilrennfahrer
- 1910: Jack Ensley, US-amerikanischer Unternehmer und Autorennfahrer
- 1911: Negrito Chapuseaux, dominikanischer Sänger und Komponist
- 1912: Johannes Paul I., Papst
- 1914: Michael Danzinger, österreichischer Pianist, Unterhaltungskünstler und Komponist
- 1915ː Marga Bührig,  deutsch-schweizerische Germanistin, Theologin und Frauenrechtlerin
- 1915: Arthur Miller, US-amerikanischer Dramatiker
- 1916: Knut von Kühlmann-Stumm, deutscher Politiker, MdB
- 1916: Willi Nolting, deutscher Fußballspieler und -funktionär
- 1916: Tadeusz Paciorkiewicz, polnischer Komponist und Musikpädagoge
- 1916: Friedrich Schoenfelder, deutscher Schauspieler und Synchronsprecher

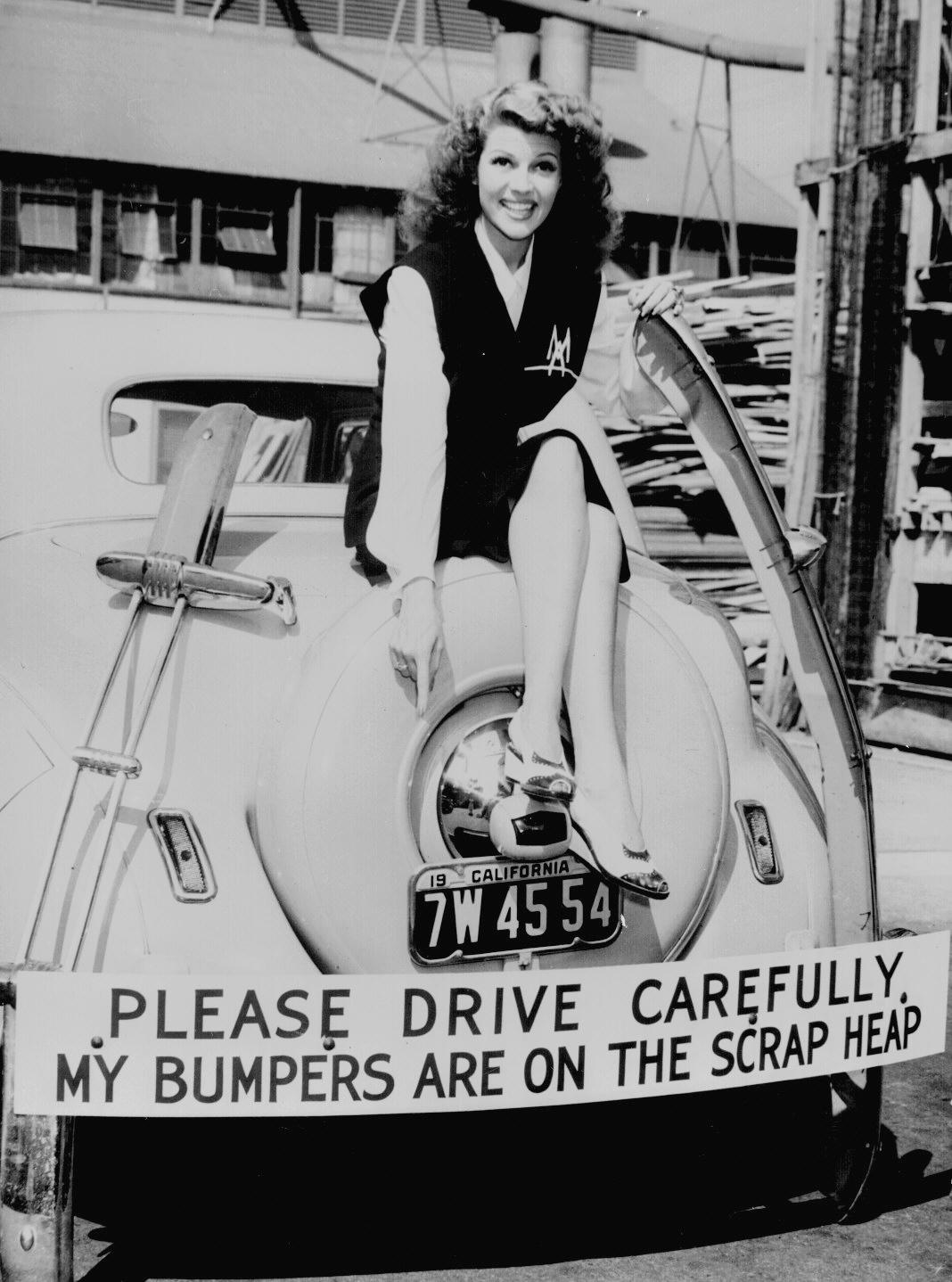
Rita Hayworth (* 1918)

- 1918: Rita Hayworth, US-amerikanische Schauspielerin
- 1919: Claus Arnold, deutscher Zeichner, Karikaturist und Maler
- 1919: Irmgard Arnold, deutsche Opernsängerin
- 1919: Issaak Chalatnikow, sowjetischer bzw. russischer Physiker
- 1919: Zhao Ziyang, Premierminister der Volksrepublik China und Generalsekretär der Kommunistischen Partei
- 1920: Montgomery Clift, US-amerikanischer Schauspieler
- 1921: Edel Hætta Eriksen, norwegisch-samische Pädagogin und Kulturpolitikerin
- 1922: Luiz Bonfá, brasilianischer Gitarrist und Komponist
- 1923: Apostol Karamitew, bulgarischer Schauspieler
- 1923: Henryk Roman Kardinal Gulbinowicz, litauisch-polnischer Geistlicher, Erzbischof von Breslau
- 1923: Barney Kessel, US-amerikanischer Jazz-Gitarrist
- 1924: Giacomo Mari, italienischer Fußballspieler und -trainer
- 1924: Lattie Moore, US-amerikanischer Country- und Rockabilly-Musiker
- 1925ː Hanna Korflür, deutsche Bildhauerin, Illustratorin und Grafikerin

#### 1926–1950
- 1926: Betty May Adams, US-amerikanische Schauspielerin
- 1926: Beverly Garland, US-amerikanische Schauspielerin
- 1926: Roberto Lippi, italienischer Autorennfahrer
- 1927: Friedrich Hirzebruch, deutscher Mathematiker
- 1928: Bobby Walston, US-amerikanischer American-Football-Spieler
- 1929: Ram Da-Oz, israelischer Komponist
- 1929: Karl-Hermann Flach, deutscher Journalist, Buchautor und Politiker
- 1929: Paul-René Martin, Schweizer Politiker
- 1930: Robert Atkins, US-amerikanischer Kardiologe
- 1930: Betty-Jean Hagen, kanadische Geigerin und Musikpädagogin
- 1931: Ernst Hinterberger, österreichischer Schriftsteller
- 1931: Anatoli Pristawkin, russischer Schriftsteller und Politiker
- 1931: Gina Ruck-Pauquèt, deutsche Schriftstellerin
- 1931: Gerd Seifert, deutscher Hornist
- 1932: Gerhard Ahrens, deutscher Fußballspieler
- 1932: Paul Anderson, US-amerikanischer Gewichtheber
- 1933: William Alison Anders, US-amerikanischer Astronaut
- 1933: Sœur Sourire, eigentlich Jeanine Deckers, belgische Dominikanerin und Sängerin
- 1933: Campbell Trowsdale, kanadischer Geiger und Musikpädagoge
- 1934: Christian Bruhn, deutscher Komponist
- 1934: Shirley Cotton, australische Leichtathletin
- 1934: Rico Rodriguez, jamaikanischer Posaunist und Komponist
- 1934: Jörg Schlaich, deutscher Bauingenieur
- 1935: Dieter W. Angrick, deutscher Journalist
- 1937: Foday Sankoh, sierra-leonischer Rebellenführer
- 1938: Norm Armstrong, kanadischer Eishockeyspieler

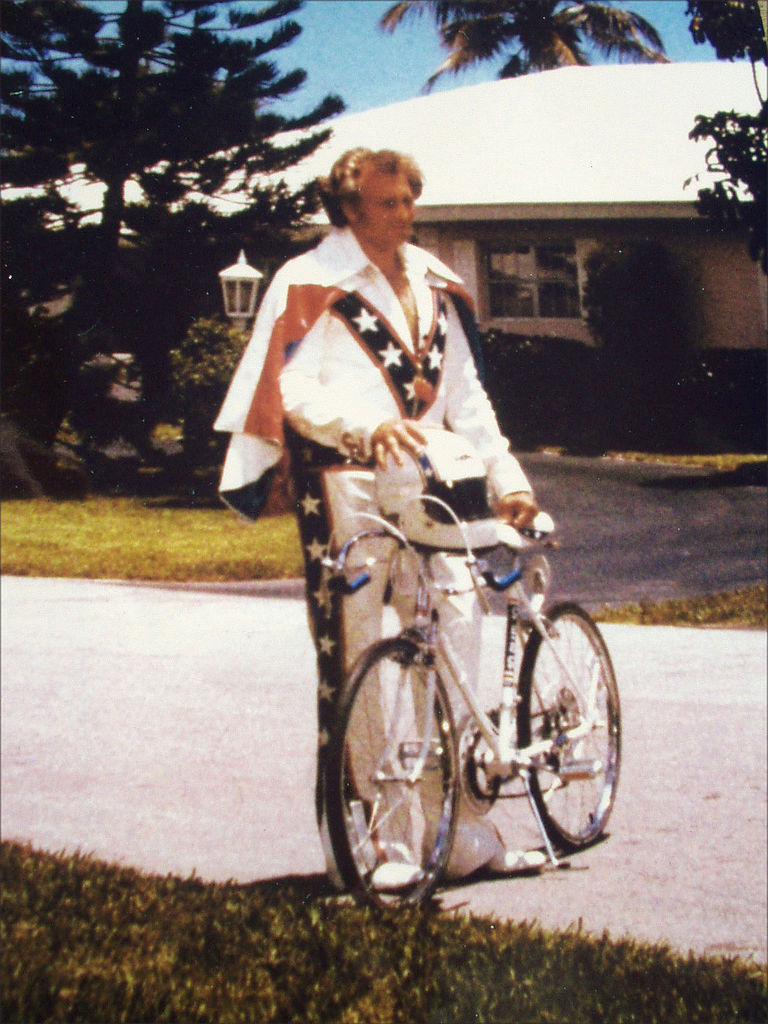
Evel Knievel (* 1938)

- 1938: Evel Knievel, US-amerikanischer Motorradstuntman
- 1939: Lajos Koutny, ungarischer Eishockeyspieler
- 1939: Julio Quevedo, guatemaltekischer Leichtathlet
- 1940: Jürgen Abraham, deutscher Unternehmer
- 1940: Roger Chappot, französisch-schweizerischer Eishockeyspieler
- 1940: Marion Michael, deutsche Schauspielerin
- 1941: Earl Thomas Conley, US-amerikanischer Countrysänger
- 1942: Pierre-André Bovey, Schweizer Komponist und Flötist
- 1943: Melchior Bürgin, Schweizer Ruderer, Weltmeister
- 1943: Christian Brückner, deutscher Schauspieler
- 1943: Melchior Bürgin, Schweizer Ruderer
- 1943: Susan Davenny-Wyner, US-amerikanische Sängerin und Dirigentin
- 1943: Thomas Wagner, Schweizer Politiker
- 1944: Ulli Arnold, deutscher Betriebswirtschaftler
- 1944: Werner Asam, deutscher Schauspieler und Regisseur
- 1944: Ulrich Schlüer, Schweizer Politiker
- 1945: Hans-Werner Kremer, deutscher Fußballspieler
- 1945: Graça Machel, mosambikanische Politikerin
- 1945: Thomas Kopache, US-amerikanischer Schauspieler
- 1946: Enzo Coloni, italienischer Automobilrennfahrer und Rennstallbesitzer
- 1946: Cameron Mackintosh, britischer Musical-Produzent
- 1946: Adam Michnik, polnischer Publizist
- 1946: Bob Seagren, US-amerikanischer Stabhochspringer
- 1947: Hans-Georg Aschoff, deutscher Historiker
- 1948: Lutz Dammbeck, deutscher Maler und Filmemacher
- 1948: Margot Kidder, kanadische Schauspielerin
- 1949: Owen Arthur, Premierminister von Barbados
- 1949: Kim U-gil, nordkoreanischer Boxer
- 1949: Günther Zgubic, österreichischer Priester und Menschenrechtsaktivist in Brasilien
- 1950: Klaus Hommrich, deutscher Fußballspieler
- 1950: Philippe Kardinal Barbarin, französischer Geistlicher, Erzbischof von Lyon
- 1950: Erich Kühnhackl, deutscher Eishockeyspieler
- 1950: Wayne Wong, kanadischer Freestyle-Skier

#### 1951–1975
- 1951: Christoph Marthaler, Schweizer Theaterregisseur
- 1951: Chung Mong-joon, südkoreanischer Politiker
- 1952: Wolf-Dieter Eigner, österreichischer Schriftsteller
- 1953: Roger de Weck, Schweizer Publizist, Generaldirektor der  SRG
- 1954: René Botteron, Schweizer Fußballspieler
- 1955: Markus Imboden, Schweizer Regisseur und Autor
- 1956: Norbert Henke, deutscher Handballspieler und -trainer
- 1957: Eleftheria Arvanitaki, griechische Sängerin
- 1957: Uwe Kolbe, deutscher Lyriker und Prosaautor
- 1957: Pino Palladino, italienisch-britischer Bassist
- 1958: Alan Jackson, US-amerikanischer Country-Sänger
- 1958: Gianmaria Testa, italienischer Cantautore
- 1959: Ameenah Gurib-Fakim, mauritische Chemikerin und Politikerin
- 1959: Kornelia Kunisch, deutsche Handballspielerin
- 1959: Francisco Flores Pérez, Staatspräsident von El Salvador
- 1960: Guy Henry, britischer Schauspieler
- 1960: Hartmut Weber, deutscher Leichtathlet
- 1961: Thomas Mohr, deutscher Tenor
- 1962: Paul Neubauer, US-amerikanischer Bratschist
- 1963: Dirk Edelhoff, deutscher Jazz- und Rock-Gitarrist
- 1963: Christian Jost, deutscher Komponist und Dirigent
- 1965: Jens Kürbis, deutscher Handballspieler und Journalist
- 1966: Mark Gatiss, britischer Schauspieler, Autor und Produzent
- 1966: Tommy Kendall, US-amerikanischer Autorennfahrer
- 1966: Jürgen Rollmann, deutscher Fußballspieler und Journalist
- 1967: René Dif, dänischer Musiker und Schauspieler
- 1967: Bronwen Hughes, kanadische Filmregisseurin, Produzentin und Drehbuchautorin
- 1968: Rodolfo Cardoso, argentinischer Fußballspieler
- 1968: Ricardo Ramírez-Hernández, mexikanischer Jurist
- 1968: Ziggy Marley, jamaikanischer Musiker
- 1968: Matthias Matschke, deutscher Schauspieler
- 1969: Wyclef Jean, haitianischer Musiker, Songwriter und Produzent
- 1969: Alexander Rüdiger, österreichischer Entertainer
- 1970: Andreas von Arnauld, deutscher Rechtswissenschaftler und Hochschullehrer
- 1970: Gero von Fritschen, deutscher Brigadegeneral der Luftwaffe der Bundeswehr
- 1971: Adel Abdel-Latif, Schweizer Kickboxer, Radiologe, Mister Schweiz 1996
- 1971: Derrick Plourde, US-amerikanischer Schlagzeuger (Lagwagon, The Ataris)
- 1971: Jana Thiel, deutsche Sportmoderatorin und -journalistin
- 1971: Julija Wojewodina, russische Geherin
- 1972: Jorge Arreola, mexikanischer Fußballspieler

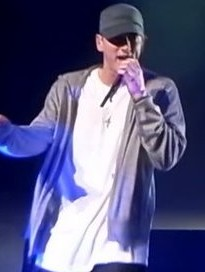
Eminem (* 1972)

- 1972: Eminem, US-amerikanischer Rapper und Schauspieler
- 1972: Tarkan, türkischer Pop-Musiker
- 1974: Savatheda Fynes, bahamaische Sprinterin, Olympiasiegerin
- 1974: Zora, Schweizer Rapperin und Graffiti-Künstlerin
- 1975: Thomas Hörl, österreichischer Künstler

#### 1976–2000
- 1976: Sebastián Abreu, uruguayischer Fußballspieler
- 1977: David Aouate, israelischer Fußballspieler
- 1977: Anna Depenbusch, deutsche Liedermacherin
- 1978: Erin Karpluk, kanadische Schauspielerin
- 1979: Veronika Bauer, kanadische Freestyle-Skierin
- 1979: Alexandros Nikolaidis, griechischer Taekwondoin
- 1979ː Jurassica Parka, deutsche Entertainerin, Moderatorin und Dragqueen

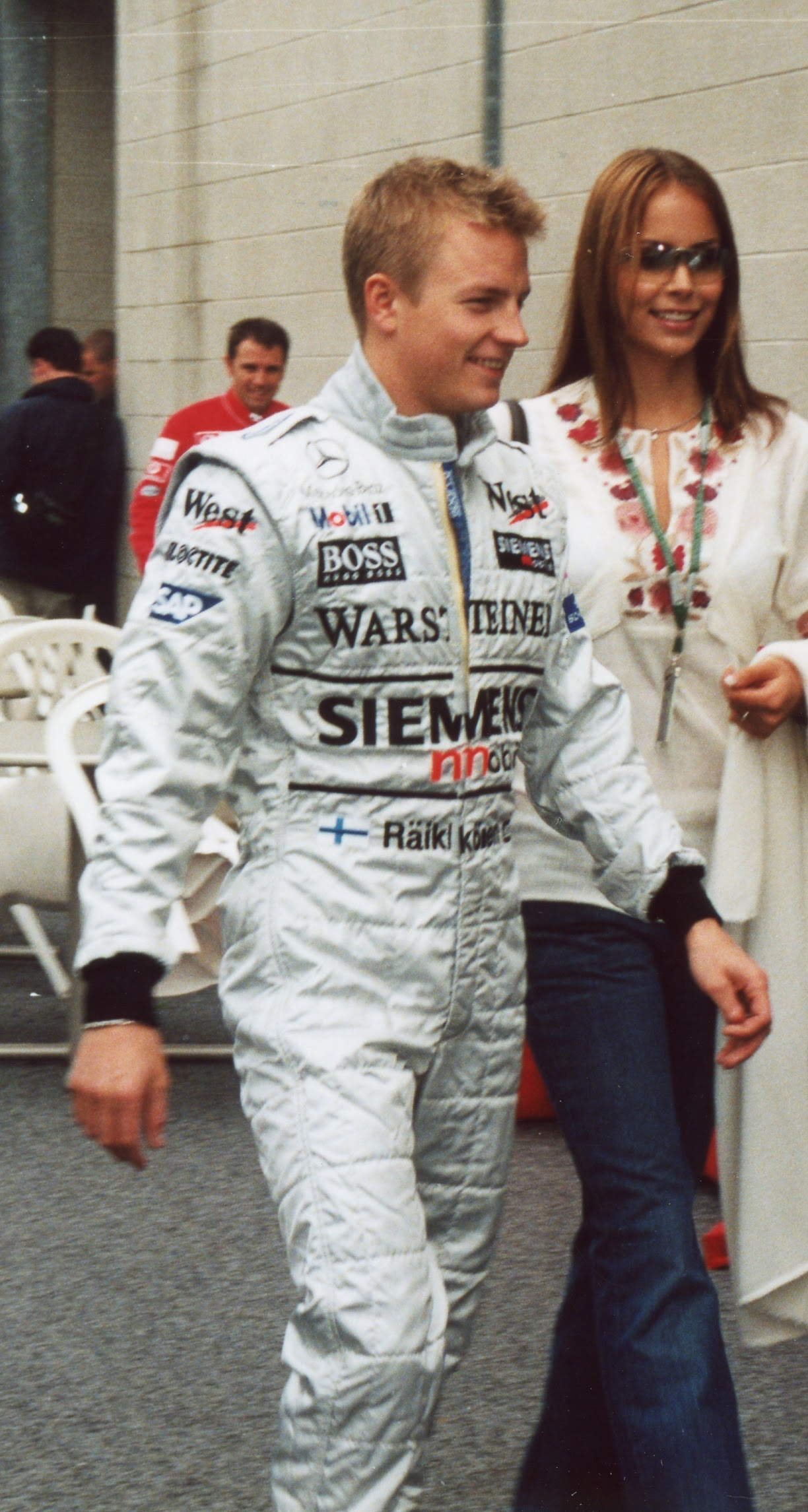
Kimi Räikkönen (* 1979)

- 1979: Kimi Räikkönen, finnischer Formel-1-Rennfahrer
- 1979: Radek Szagański, polnischer Dartspieler
- 1980: Alessandro Balzan, italienischer Autorennfahrer
- 1980: Jekaterina Alexandrowna Gamowa, russische Volleyballspielerin
- 1980: Peter Schyrba, deutscher Fußballspieler
- 1981: Jamie Barton, US-amerikanische Mezzosopranistin
- 1981: Burcu Dal, deutsche Schauspielerin
- 1981: Snorri Guðjónsson, isländischer Handballspieler und -trainer
- 1983: Ben Akkaya, deutsch-türkischer Schauspieler
- 1983: Michelle Ang, neuseeländische Schauspielerin
- 1983: Isabelle Barth, Schweizer Schauspielerin
- 1983: Felicity Jones, britische Schauspielerin
- 1983: Iwan Iwanowitsch Sajenko, russischer Fußballspieler
- 1983: Wahe Tadewosjan, armenischer Fußballspieler
- 1984: Luise Amtsberg, deutsche Politikerin
- 1984: Giovanni Marchese, italienischer Fußballspieler
- 1984: Randall Munroe, amerikanischer Physiker und Comicautor (xkcd)
- 1984: Aymeline Valade, französisches Model und Schauspielerin
- 1985: Kiril Akalski, bulgarischer Fußballspieler
- 1985: Marco Grüttner, deutscher Fußballspieler
- 1986: Sarah Bouhaddi, französische Fußballspielerin
- 1986: Constant Djakpa, ivorischer Fußballspieler
- 1986: Franziska Wiese, deutsche Violinistin und Sängerin
- 1987: Amelie Kiefer, deutsche Schauspielerin
- 1987: Hideto Takahashi, japanischer Fußballspieler
- 1989: Nigel Bailly, belgischer Autorennfahrer
- 1989: Maria Hönig, deutsche Schauspielerin, Synchronsprecherin und Sängerin
- 1989: Michail Koslowski, russischer Automobilrennfahrer
- 1989: Franziska Scheffler, deutsche Triathletin
- 1990: Marcelo Arévalo, salvadorianischer Tennisspieler
- 1990: Falko Bindrich, deutscher Schachgroßmeister
- 1990: Saki Kumagai, japanische Fußballspielerin
- 1990: Marley Watkins, walisischer Fußballspieler
- 1991: Brenda Asnicar, argentinische Schauspielerin, Sängerin und Tänzerin

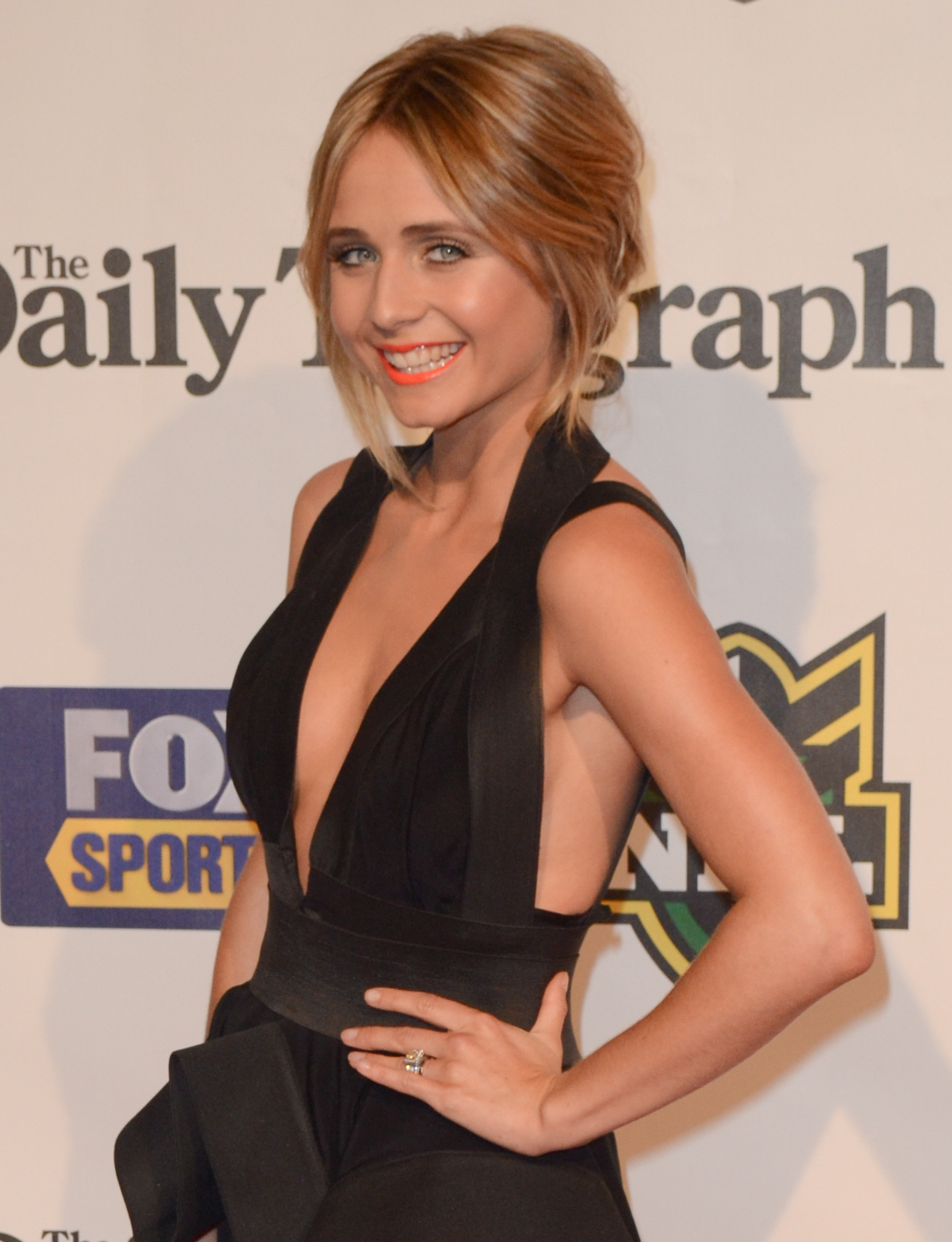
Tessa James (* 1991)

- 1991: Tessa James, australische Schauspielerin
- 1991: Trine Østergaard Jensen, dänische Handballspielerin
- 1992: Jacob Artist, US-amerikanischer Schauspieler
- 1992: Louise Burgaard, dänische Handballspielerin
- 1992: Mikaël Grenier, kanadischer Rennfahrer
- 1995: Natalja Gerbulowa, russische Biathletin
- 1996: Patrick Jakob, österreichischer Biathlet
- 1996: Benjamin Szőllős, ungarisch-israelischer Skirennläufer
- 1997: Gina Stiebitz, deutsche Schauspielerin
- 1998: Robin Froidevaux, Schweizer Radrennfahrer
- 1999: Moritz Bäckerling, deutscher Schauspieler

### 21. Jahrhundert

#### 2001–2025
- 2001: Noora Kaisa Keränen, finnische Biathletin
- 2001: Olav Kooij, niederländischer Radrennfahrer
- 2002: Maximilian Beier, deutscher Fußballspieler

## Gestorben

### Vor dem 17. Jahrhundert
- 0532: Bonifatius II., Papst
- 0739: Nothhelm, Bischof von Canterbury
- 0866: al-Musta'īn bi-llāh, Kalif der Abbasiden
- 1042: Gezemann, Fürstbischof von Eichstätt
- 1240: Robert von England, Bischof von Olmütz
- 1306: Richard of Ferings, englischer Geistlicher und Erzbischof von Dublin
- 1321: Lamba Doria, Flottenführer der Republik Genua
- 1321: Johann von Konstanz, Weihbischof in Köln
- 1346: Maurice Moray, 1. Earl of Strathearn, schottischer Adeliger

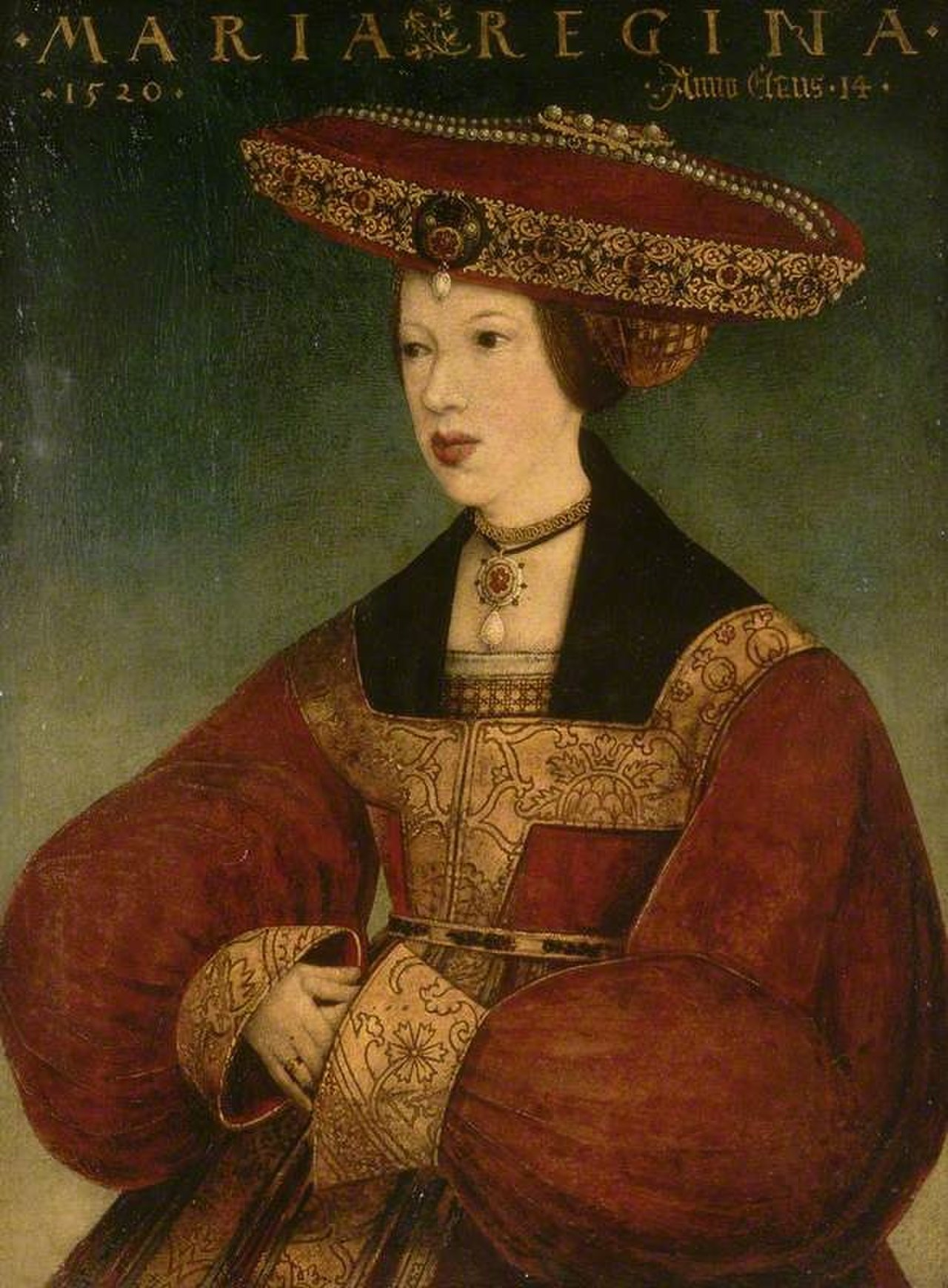
Maria von Ungarn († 1558)

- 1346: John Randolph, 3. Earl of Moray, schottischer Adeliger und zeitweise Mitregent
- 1368: Lionel of Antwerp, 1. Duke of Clarence, englischer Adeliger
- 1388: John Neville, 3. Baron Neville de Raby, englischer Peer und Militär
- 1409: Jean de Montaigu, französischer Adeliger, Berater der Könige Karl V. und Karl VI.
- 1456: Nicholas Grenon, frankoflämischer Komponist, Sänger, Kleriker und Musikpädagoge
- 1477: Bernhard von Kraiburg, Bischof von Chiemsee und Weihbischof in Salzburg
- 1478: Ruprecht von Pfalz-Simmern, Bischof von Straßburg
- 1478: Wartislaw X., Herzog von Pommern-Wolgast
- 1510: Johannes Bonemilch, Weihbischof von Mainz
- 1540: Balthasar von Esens, ostfriesischer Häuptling
- 1552: Kaspar Hedio, deutscher Historiker, reformierter Theologe und Reformator
- 1552: Andreas Osiander, deutscher Theologe und Reformator
- 1553: Georg III., Fürst von Anhalt-Plötzkau sowie Priester und treibende Kraft der Reformation
- 1558: Maria von Kastilien, Königin von Böhmen und Ungarn
- 1566: Paul Neefe, Tuchhändler, Bürgermeister der Stadt Chemnitz
- 1575: Balthasar Aff, Bürgermeister der Stadt Heilbronn
- 1580: Heinrich Plönnies, Lübecker Bürgermeister
- 1584: Paul Mathesius, deutscher lutherischer Theologe
- 1586: Philip Sidney, englischer Staatsmann und Schriftsteller
- 1595: Sebastian Grübel, Schweizer Lehrer und Theaterregisseur
- 1600: Cornelis de Jode, niederländischer Kartograph

### 17. und 18. Jahrhundert
- 1621: Daniel Chamier, reformierter Theologe
- 1624: Kōdai-in, Ehefrau des japanischen Regenten Toyotomi Hideyoshi
- 1628: Johann Friedrich, Herzog von Sachsen-Weimar
- 1628: Jacopo Palma der Jüngere, italienischer Maler
- 1637: Erasmus Sartorius, deutscher Komponist, Organist, Musikschriftsteller und Poet
- 1672: Anna Maria von Baden-Durlach, deutsche Dichterin und Malerin

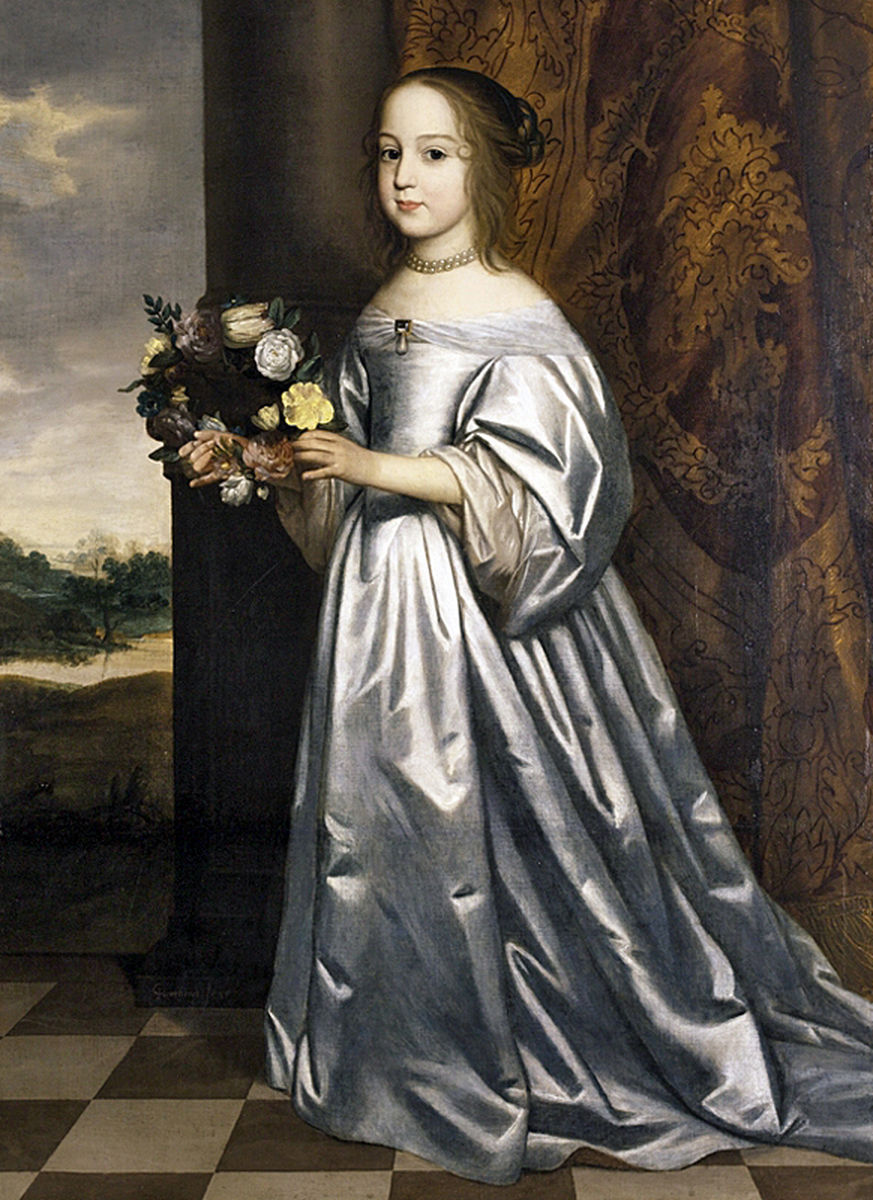
Franziska von Hohenzollern-Hechingen († 1698)

- 1690: Marguerite-Marie Alacoque, katholische Heilige, französische Salesianerin und Mystikerin
- 1693: Karl von Schomberg, deutschstämmiger General im Dienst verschiedener Herren
- 1698: Franziska von Hohenzollern-Hechingen, Markgräfin von Bergen op Zoom
- 1702: Walrad, Fürst von Nassau-Usingen und kaiserlicher General
- 1705: Ninon de Lenclos, französische Kurtisane
- 1709: François Mauriceau, französischer Arzt, Chirurg und Geburtshelfer
- 1709: Gregor Anton Oginski, polnisch-litauischer Hetman und General-Gouverneur des Herzogtums Samogitien
- 1713: Peter Lackmann, deutscher evangelischer Theologe und geistlicher Lieddichter
- 1715: Ernst, Herzog von Sachsen-Gotha-Altenburg, sowie erster Herzog und Stifter der Linie Sachsen-Hildburghausen
- 1716: Anne Hamilton, 3. Duchess of Hamilton, schottische Adelige
- 1744: Guarneri del Gesù, italienischer Geigenbauer
- 1753: Christian Rudolf Schmidt, nassauischer Schreiner
- 1757: René Antoine Ferchault de Réaumur, französischer Natur- und Materialforscher, Entomologe
- 1768: Ludwig VIII., Landgraf von Hessen-Darmstadt
- 1780: Bernardo Bellotto, italienischer Maler (Canaletto)
- 1781: Edward Hawke, 1. Baron Hawke, britischer Admiral und Politiker
- 1784: Melchior Dittmar von Wittgenstein, Kölner Bürgermeister
- 1786: Johann Ludwig Aberli, Schweizer Maler
- 1793: Charles de Bonchamps, französischer General, Anführer des Aufstandes der Vendée
- 1798: Johann Samuel Göbel, kursächsischer Finanzsekretär und Historiker
- 1799: Johann Georg Schlosser, deutscher Jurist, Staatsmann und Übersetzer

### 19. Jahrhundert

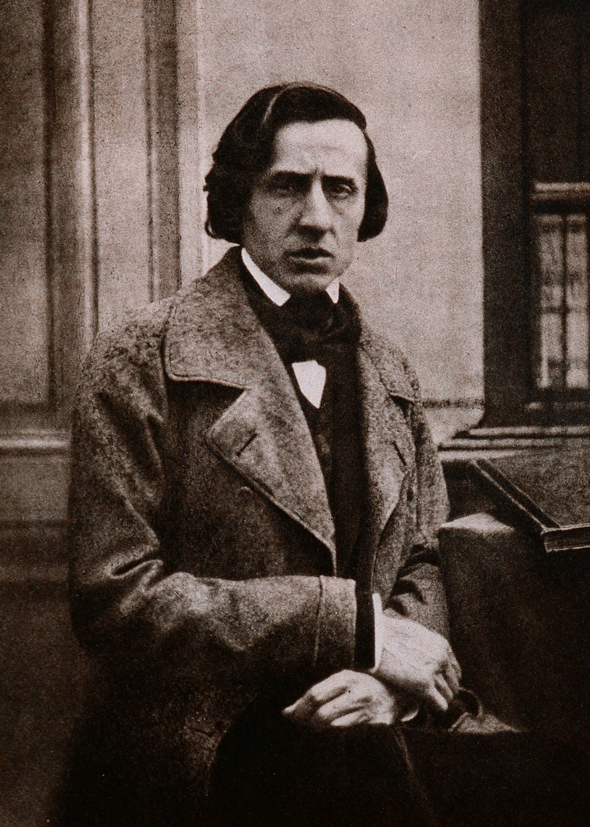
Frédéric Chopin († 1849)

- 1806: Jean-Jacques Dessalines, Kaiser von Haiti
- 1826: Johann Bernhard Cummerow, preußischer Beamter
- 1830: Hans Hagerup Falbe, dänisch-norwegischer Komponist und Politiker
- 1831: Anton Aloys Meinrad Franz, Fürst von Hohenzollern-Sigmaringen
- 1837: Johann Nepomuk Hummel, österreichischer Pianist und Komponist
- 1841: Amalie Zephyrine von Salm-Kyrburg, Fürstin von Hohenzollern-Sigmaringen
- 1844: David Nelson, US-amerikanischer Autor, Geistlicher und Abolitionist
- 1849: Frédéric Chopin, polnischer Komponist und Pianist
- 1850: Login Petrowitsch Heiden, russischer Admiral
- 1852: Anton von Apponyi, österreichischer Diplomat

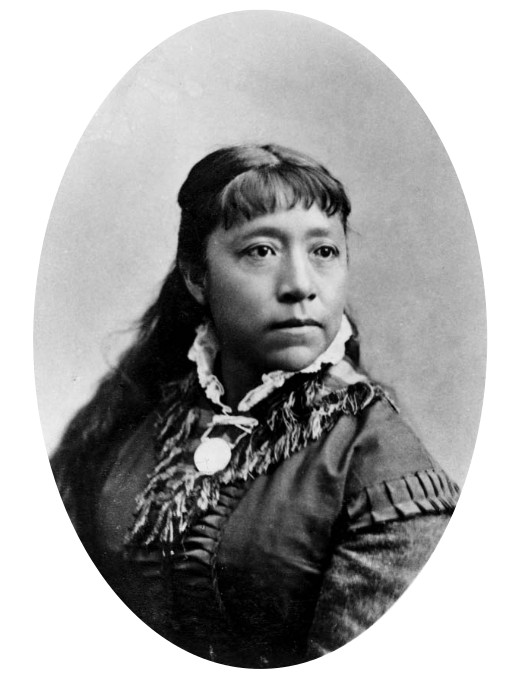
Sarah Winnemucca († 1891)

- 1857: Friedrich von Seherr und Thoß, deutscher Offizier, Beamter und Rittergutbesitzer
- 1868: Laura Secord, kanadische Nationalheldin
- 1869: Franz von Soden, deutscher Oberstleutnant, Historiker und Ritter der Ehrenlegion
- 1873: Franz Duschek, ungarischer Finanzminister
- 1877: Johann Kaspar Mörikofer, Schweizer Geistlicher und Gelehrter
- 1887: Gustav Robert Kirchhoff, deutscher Physiker
- 1889: Heinrich Honegger, Schweizer Jurist und Politiker
- 1891: Heinrich Sattler, deutscher Organist und Publizist
- 1891ː Sarah Winnemucca, US-amerikanische Indianerpolitikerin und Schriftstellerin
- 1892: Kurt Bernhardi, deutscher Pädagoge
- 1893: Patrice de Mac-Mahon, französischer Militär und Präsident der Dritten Republik
- 1897: Isidor Dannström, schwedischer Komponist
- 1897: Franz Xaver von Wegele, deutscher Historiker und Redakteur

### 20. Jahrhundert

#### 1901–1925

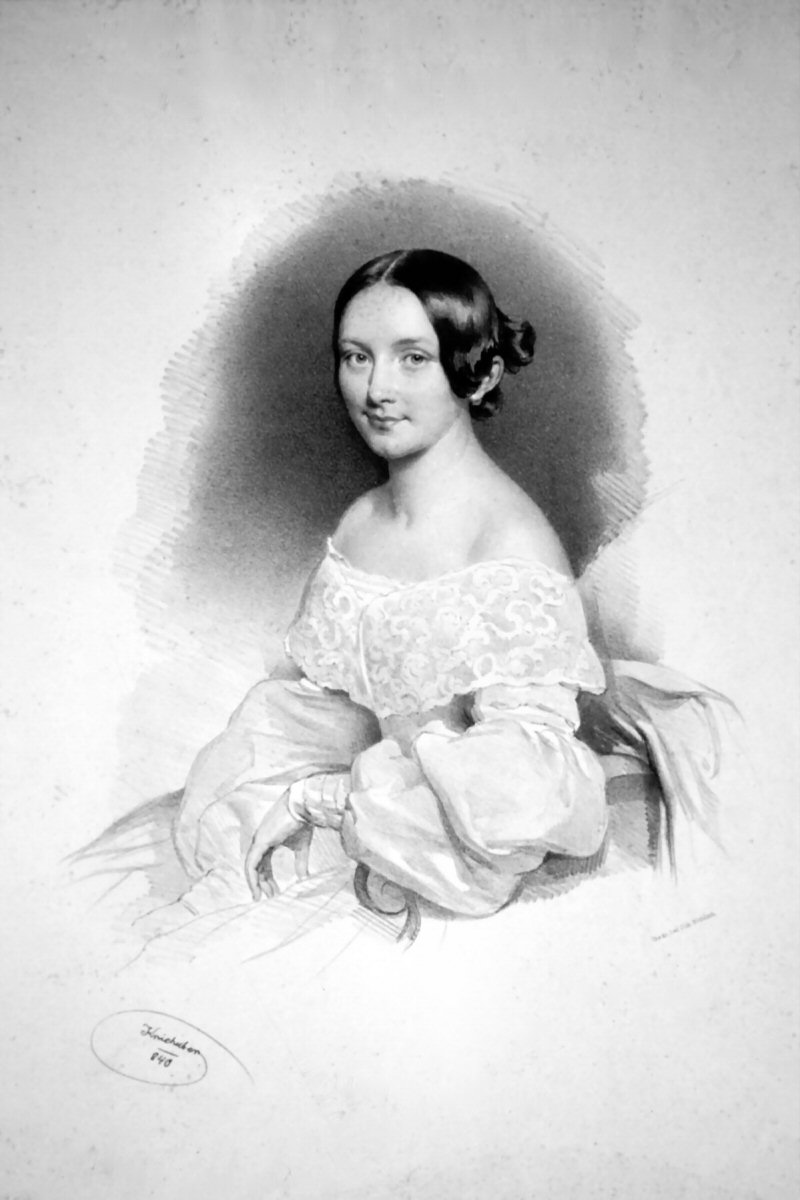
Luise Neumann († 1905)

- 1901: Michał Bałucki, polnischer Schriftsteller
- 1904: María de las Mercedes de Borbón, spanische Prinzessin und durch Heirat Prinzessin von Neapel und beider Sizilien
- 1905: Franz Fauth, deutscher Pädagoge
- 1905ː Luise Neumann, deutsche Schauspielerin
- 1907: Gustav Zeuner, deutscher Ingenieur
- 1908: William Harris Ashmead, US-amerikanischer Entomologe
- 1909: Nicola Spinelli, italienischer Komponist, Pianist und Dirigent
- 1910: Kurd Laßwitz, deutscher Science-Fiction-Autor
- 1910: Carlo Michelstaedter, italienischer Schriftsteller, Philosoph und Maler
- 1914: Theodor Lipps, deutscher Philosoph
- 1918: Malak Hifnī Nāsif, ägyptische Frauenrechtlerin
- 1919: Josef Albert Amann junior, deutscher Gynäkologe
- 1919: H. B. Irving, englischer Schauspieler, Theatermanager und Autor
- 1919: James Murray, britischer General, Chef des Imperialen Generalstabes
- 1924ː Clara Sudermann, deutsche Schriftstellerin
- 1925: Christian Grünig, Schweizer Landwirt, Pietist und Anhänger der Heiligungsbewegung

#### 1926–1950
- 1929: Ada Crossley, australische Sängerin
- 1930: Bernhard Averbeck, deutscher Industrieller
- 1931: Alfons Maria Jakob, deutscher Neurologe

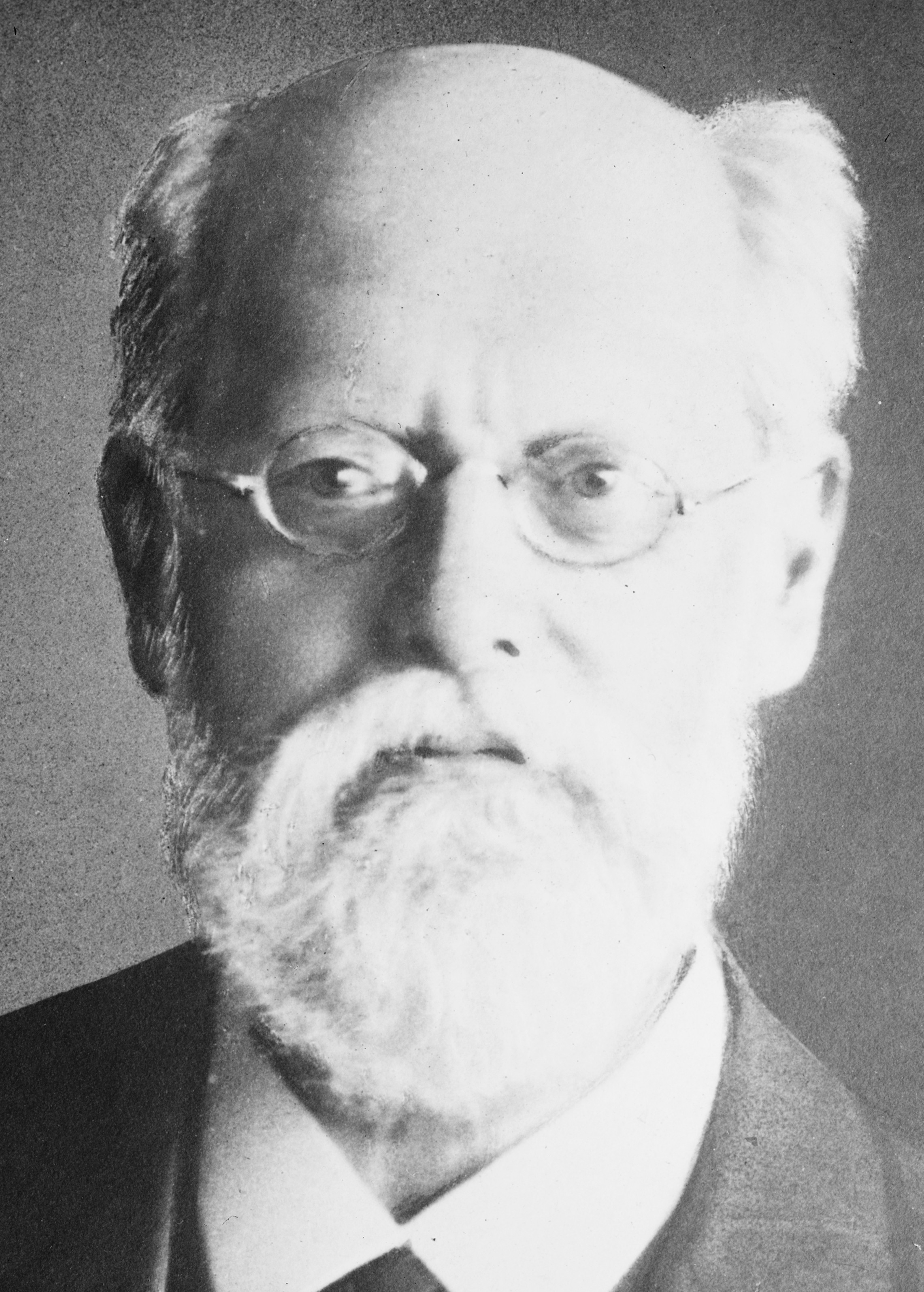
Karl Kautsky († 1938)

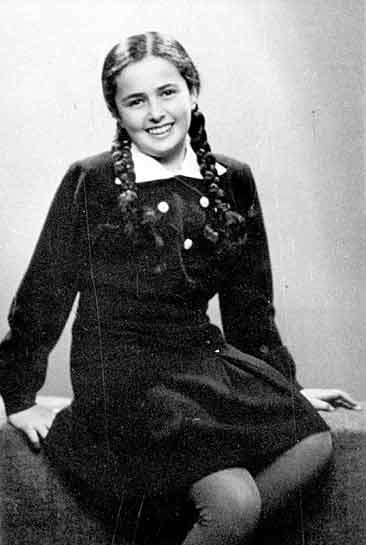
Éva Heyman († 1944)

- 1932: Richard Skowronnek, deutscher Journalist und Schriftsteller
- 1934: Adolf Hölzel, deutscher Maler
- 1934: Santiago Ramón y Cajal, spanischer Mediziner und Nobelpreisträger
- 1936: Joseph Ambühl, Schweizer Bischof von Basel
- 1937: Ludvig Birkedal-Barfod, dänischer Organist und Komponist
- 1937: Paul Lhérie, französischer Sänger und Musikpädagoge
- 1938: Karl Kautsky, deutsch-tschechischer Philosoph und Politiker
- 1938: Lily Alice Lefevre, kanadische Lyrikerin
- 1938: Aleksander Michałowski, polnischer Pianist, Musikpädagoge und Komponist
- 1938: May Morris, britische Unternehmerin
- 1940: Franz Joseph Dölger, deutscher Kirchenhistoriker, Religionswissenschaftler und Archäologe
- 1941: Dirk Fock, Gouverneur von Suriname und Generalgouverneur von Niederländisch-Indien
- 1941: Friedrich Marx, deutscher Altphilologe
- 1941: Lisa Wenger, Schweizer Künstlerin
- 1941: Guglielmo Zuelli, italienischer Komponist, Dirigent und Musikpädagoge
- 1944: Hans Enderli, Schweizer Jurist und Politiker
- 1944ː Éva Heyman, ungarische Tagebuchschreiberin und Opfer des Holocaust
- 1944: Hans Krása, tschechisch-deutscher Komponist
- 1944: Adolf Schmidt, deutscher Geophysiker
- 1947: Arthur M. Hyde, US-amerikanischer Politiker
- 1949: Gustav Schröer, deutscher Journalist und Schriftsteller

#### 1951–1975

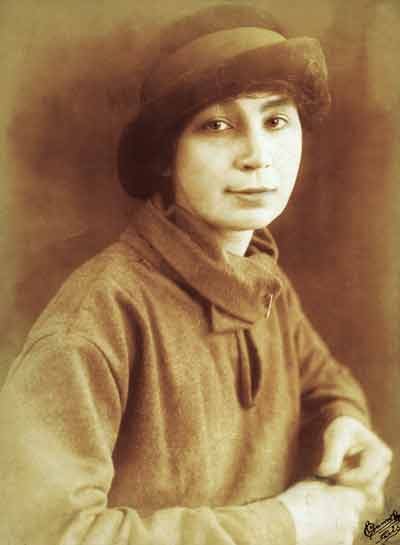
Natalja Gontscharowa († 1962)

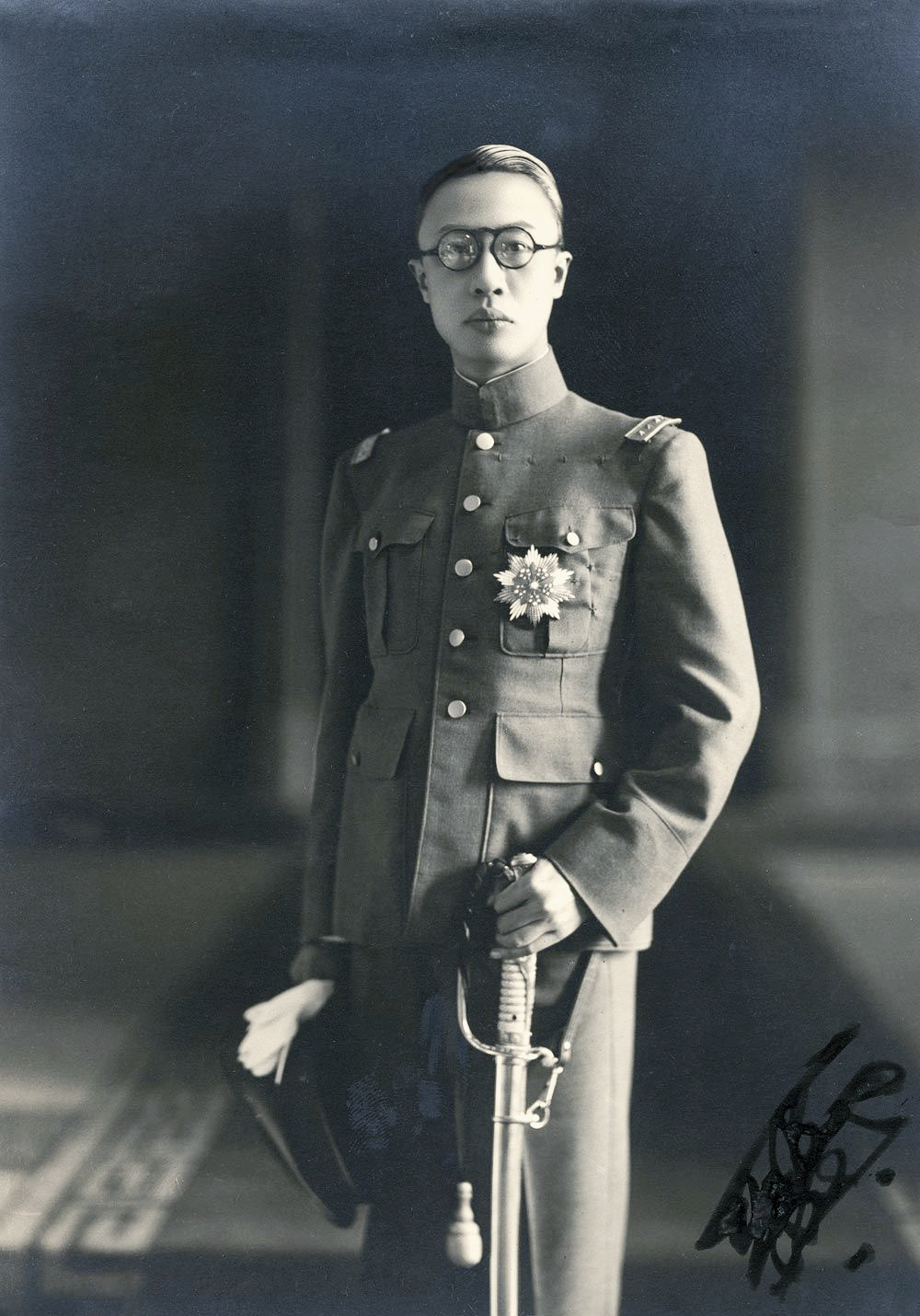
Puyi († 1967)

- 1951: Johann Becker, deutscher Jurist und Politiker, MdR, Reichsminister
- 1951: Bernhard Kellermann, deutscher Schriftsteller
- 1951ː Toni Schwabe, deutsche Schriftstellerin, Menschenrechtsaktivistin
- 1953: Jim Delahanty, US-amerikanischer Baseballspieler
- 1958: Celso Kardinal Costantini, italienischer Geistlicher, vatikanischer Diplomat und Kurienkardinal
- 1959: Georges Boréal, französischer Autorennfahrer
- 1959: Otto Feick, Erfinder des Rhönrads
- 1959: Moritz Ruckhaeberle, Schweizer Kaufmann, Schauspieler und Bühnenautor
- 1962: Natalja Sergejewna Gontscharowa, russisch-französische Malerin
- 1963: Jacques Salomon Hadamard, französischer Mathematiker
- 1964: Marius Hiller, deutsch-argentinischer Fußballspieler
- 1965: Oda Hardt-Rösler, deutsche Künstlerin
- 1966: Wieland Wagner, deutscher Regisseur, Bühnenbildner und Festspielleiter
- 1967: Pu Yi, letzter Kaiser von China
- 1971: Willi Eichler, deutscher Journalist und Politiker
- 1971: Russ Method, US-amerikanischer American-Football-Spieler
- 1972: Richard Böhmig, deutscher Mediziner und Hochschullehrer
- 1972: Günter Neumann, deutscher Komponist, Autor und Kabarettist
- 1972: Billy Williams, US-amerikanischer Sänger
- 1973: Ingeborg Bachmann, österreichische Schriftstellerin

#### 1976–2000
- 1976: Franz Altheim, deutscher Althistoriker und Klassischer Philologe
- 1976: Radaslau Astrouski, belarussischer Politiker und Aktivist
- 1977: Renate Chasman, US-amerikanische Physikerin
- 1977: Cal Hubbard, US-amerikanischer American-Football-Spieler, -Trainer und Baseballfunktionär
- 1978: Franz Varelmann, deutscher Politiker, MdB
- 1978: Jean Améry, österreichischer Schriftsteller
- 1978: Gertrude Mary Cox, US-amerikanische Statistikerin
- 1979: Pierre Bernac, französischer Sänger und Gesangslehrer
- 1979: Karel Reiner, tschechischer Komponist
- 1980: Karl Brückel, deutscher Schauspieler, Theaterregisseur, Sänger und Hörspielsprecher
- 1980: Richard Gavin Reid, kanadischer Politiker
- 1982: Werner Wollenberger, Schweizer Autor, Regisseur, Journalist und Kritiker
- 1983: Herbert Roth, populärer Komponist und Interpret volkstümlicher Musik
- 1983: Raymond Aron, französischer Soziologe und Journalist
- 1983: Adrian Maleika, deutscher Fußballfan
- 1984: Hermann Auf der Heide, deutscher Hockeyspieler
- 1984: Alberta Hunter, US-amerikanische Sängerin
- 1984: Georges Thill, französischer Operntenor
- 1985: Josef Garovi, Schweizer Komponist
- 1986: Ayukawa Nobuo, japanischer Schriftsteller und Literaturkritiker
- 1987: Stepan Rjabtschenko, ukrainischer Künstler
- 1991: Tennessee Ernie Ford, US-amerikanischer Country- und Gospel-Sänger
- 1992: Charlotte Uhrig, deutsche Widerstandskämpferin
- 1993: Criss Oliva, US-amerikanischer Gitarrist
- 1993: Helmut Gollwitzer, deutscher Theologe und Schriftsteller
- 1996: Berthold Goldschmidt, britischer Komponist deutscher Herkunft
- 1997: Karl Branner, deutscher Politiker, Oberbürgermeister von Kassel
- 1997: Julius Hackethal, deutscher Mediziner
- 1997: Antonio Ruiz-Pipó, spanischer Komponist und Pianist
- 1998: Antonio Agri, argentinischer Tangoviolinist
- 1998: Joan Hickson, englische Schauspielerin
- 1998: Jürgen Spanuth, deutscher Pastor und Schriftsteller
- 1999: Franz Peter Wirth, deutscher Regisseur
- 2000: Leo Nomellini, US-amerikanischer American-Football-Spieler

### 21. Jahrhundert

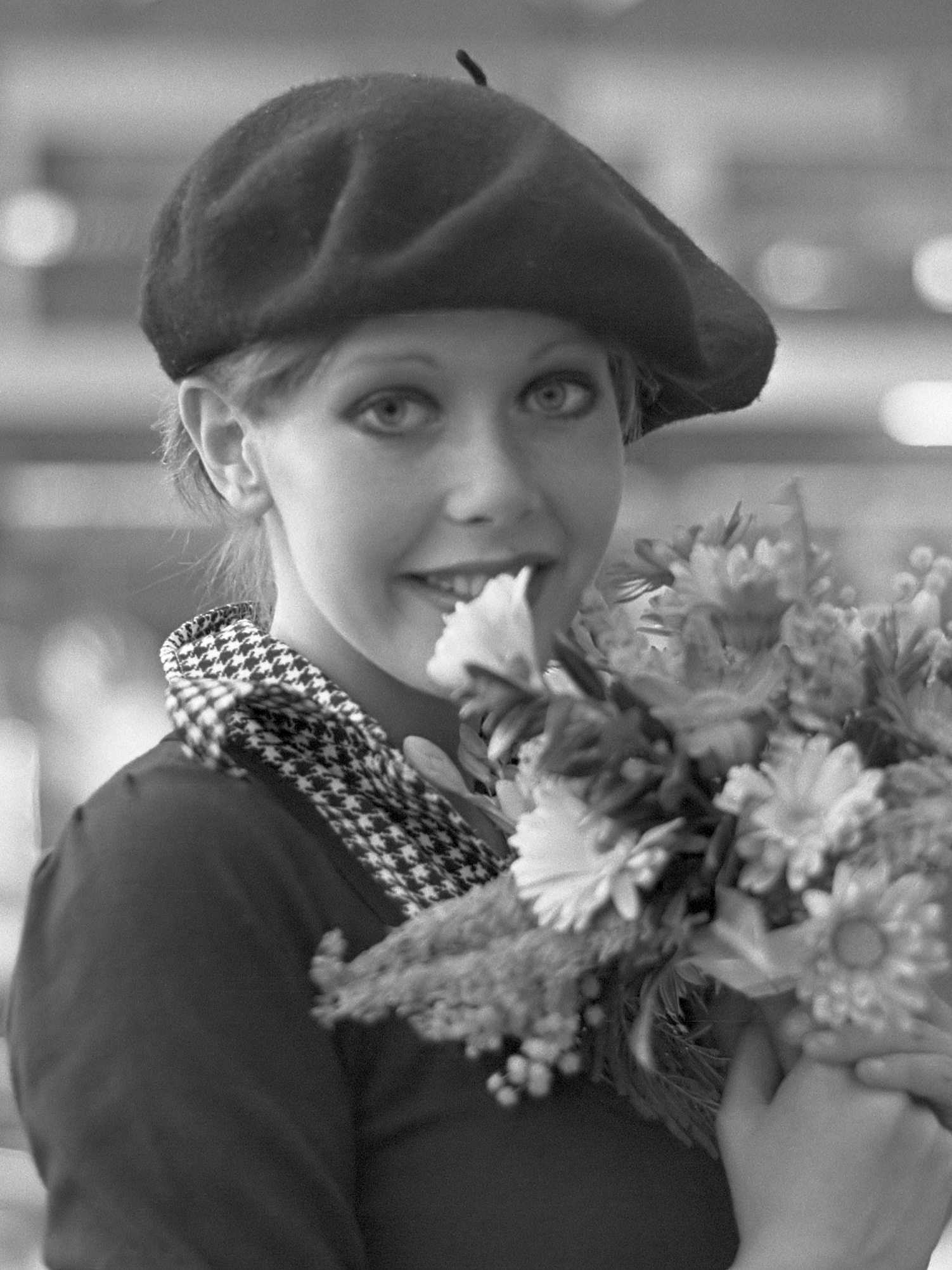
Sylvia Kristel († 2012)

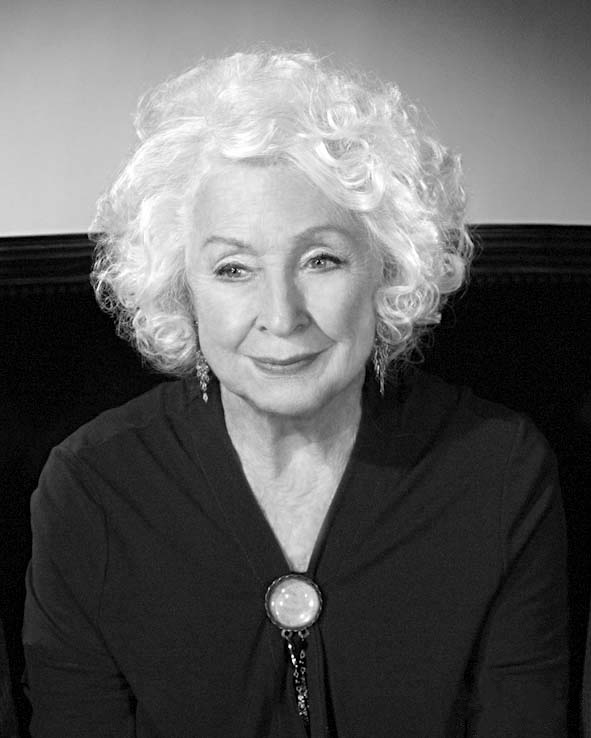
Danielle Darrieux († 2017)

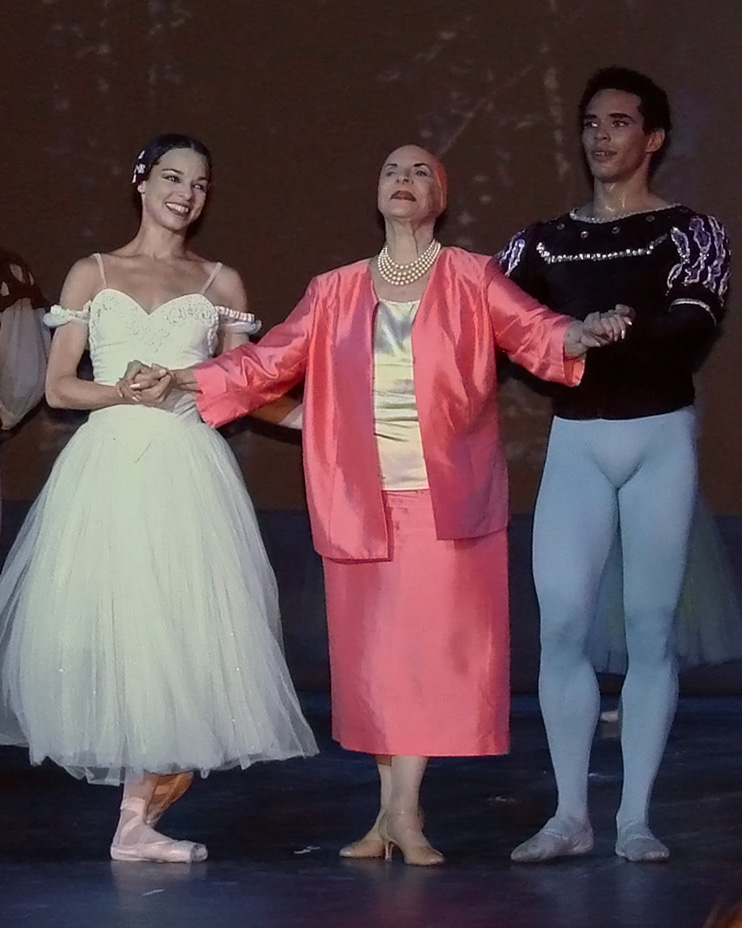
Alicia Alonso († 2019)

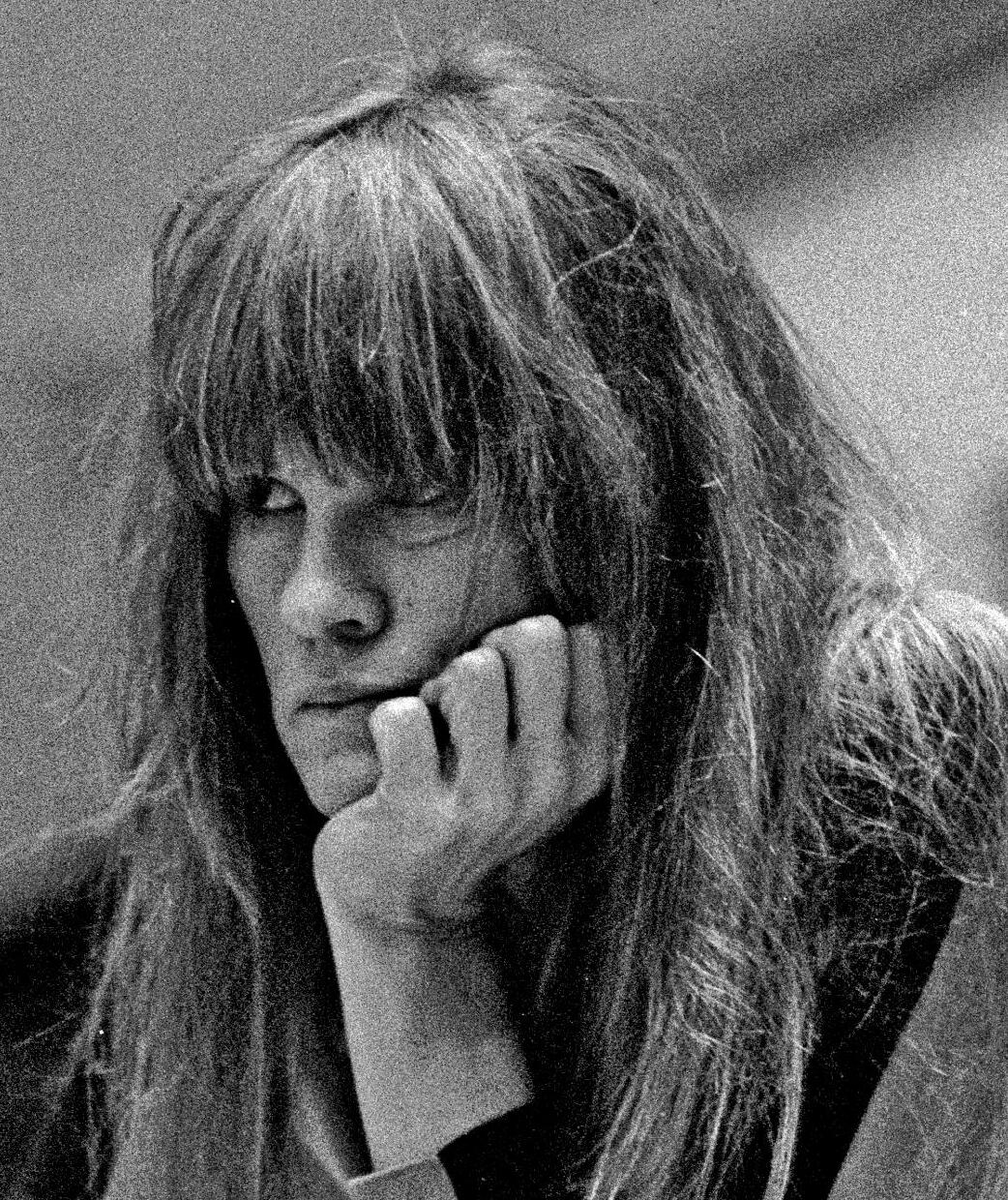
Carla Bley († 2023)

- 2001: Jay Livingston, US-amerikanischer Komponist
- 2001: Araquem de Melo, brasilianischer Fußballspieler
- 2001: Werner Winter, deutsch-schweizerischer Tierdompteur
- 2002: Derek Bell, irischer Musiker
- 2002: Arnim Mühlstädt, deutscher Schauspieler
- 2004: Robert-Alexander Bohnke, deutscher Pianist und Pädagoge
- 2004: Celio González, kubanischer Sänger
- 2004: Georg Kossack, deutscher Vorgeschichtsforscher
- 2004: Andreas Sassen, deutscher Fußballspieler
- 2005: Ba Jin, chinesischer Schriftsteller
- 2006: Mario Francesco Kardinal Pompedda, italienischer Kurienkardinal
- 2007: Joey Bishop, US-amerikanischer Schauspieler und Entertainer
- 2008: Ludger Gerdes, deutscher bildender Künstler
- 2008: Dieter Stappert, österreichischer Journalist und Teammanager im Motorsport
- 2009ː Carla Boni, italienische Sängerin
- 2010: Bruno Heinrich Schubert, deutscher Unternehmer, Konsul und Mäzen
- 2011: Manfred Gerlach, deutscher Politiker, Staatsratsvorsitzender der DDR
- 2012: Émile Allais, französischer Skirennläufer
- 2012: Tadeusz Chmielewski, polnischer Pianist und Musikpädagoge
- 2012: Sylvia Kristel, niederländische Schauspielerin
- 2012: Wolfgang Menge, deutscher Drehbuchautor und Journalist
- 2012: Karin Stoltenberg, norwegische Politikerin
- 2013: Günter Willumeit, deutscher Humorist, Parodist, Entertainer und Zahnarzt
- 2013: Rene Simpson, kanadische Tennisspielerin
- 2014: Gero Bisanz, deutscher Fußballspieler und -trainer
- 2014: Masaru Emoto, japanischer Parawissenschaftler und Alternativmediziner
- 2015: Danièle Delorme, französische Schauspielerin und Filmproduzentin
- 2015: Howard Kendall, britischer Fußballspieler und -trainer
- 2017: Thomas Albeck, deutscher Fußballspieler und -funktionär sowie Diplom-Ökonom
- 2017: Danielle Darrieux, französische Schauspielerin
- 2017: Ingvar Lidholm, schwedischer Komponist
- 2018: Valters Frīdenbergs, lettischer Sänger
- 2018: Ara Güler, türkischer Fotograf
- 2019: Alicia Alonso, kubanische Primaballerina und Choreographin
- 2019: Elijah Cummings, US-amerikanischer Politiker
- 2019: Guy Lash, deutsch-kanadischer Eishockeyspieler
- 2019: Angelika Werthmann, österreichische Politikerin
- 2020: Juliusz Łuciuk, polnischer Komponist
- 2021: Nina Grusinzewa, sowjetische Kanutin
- 2022: Ahmad Akbari, iranischer Fechter
- 2022: Juri Klimow, russischer Handballspieler und -trainer
- 2023: Carla Bley, US-amerikanische Jazzmusikerin und Komponistin
- 2023: Franz Karl Stanzel, österreichischer Anglist, Literaturwissenschaftler und Komparatist
- 2024ː Lisa Beck, deutsche Grafikerin und Professorin für Schriftgestaltung
- 2024: Brigitte Fink, italienische Rennrodlerin und Rennrodelfunktionärin
- 2024ː Mitzi Gaynor, US-amerikanische Schauspielerin
- 2024ː Vasso Papandreou, griechische Politikerin

## Feier- und Gedenktage
- Kirchliche Gedenktage
  - Hl. Ignatius von Antiochien, Märtyrer, Theologe und Bischof (anglikanisch, evangelisch, katholisch)
  - Nicholas Ridley, englischer Märtyrer, Bischof von London (evangelisch, der anglikanische Gedenktag ist am 16. Oktober)
- Gedenktage internationaler Organisationen
  - Internationaler Tag für die Beseitigung der Armut (UNO) (seit 1992)

Weitere Einträge enthält die Liste von Gedenk- und Aktionstagen.